# Liste der Kulturdenkmale in Reudnitz-Thonberg, A–K
Die Liste der Kulturdenkmale in Reudnitz-Thonberg enthält die Kulturdenkmale des Leipziger Ortsteils Reudnitz-Thonberg, die in der Denkmalliste vom Landesamt für Denkmalpflege Sachsen mit Stand 2017 erfasst wurden.
Aus Platzgründen ist diese Liste geteilt. In dieser Liste sind die Kulturdenkmale in den Straßen mit den Anfangsbuchstaben A–K erfasst. Die Kulturdenkmale in den Straßen L–Z sind der Liste der Kulturdenkmale in Reudnitz-Thonberg, L–Z aufgeführt.

## Legende
- Bild: Bild des Kulturdenkmals, ggf. zusätzlich mit einem Link zu weiteren Fotos des Kulturdenkmals im Medienarchiv Wikimedia Commons. Wenn man auf das Kamerasymbol klickt, können Fotos zu Kulturdenkmalen aus dieser Liste hochgeladen werden:
- Bezeichnung: Denkmalgeschützte Objekte und ggf. Bauwerksname des Kulturdenkmals
- Lage: Straßenname und Hausnummer oder Flurstücknummer des Kulturdenkmals. Die Grundsortierung der Liste erfolgt nach dieser Adresse. Der Link (Karte) führt zu verschiedenen Kartendiensten mit der Position des Kulturdenkmals. Fehlt dieser Link, wurden die Koordinaten noch nicht eingetragen. Sind diese bekannt, können sie über ein Tool mit einer Kartenansicht einfach nachgetragen werden. In dieser Kartenansicht sind Kulturdenkmale ohne Koordinaten mit einem roten bzw. orangen Marker dargestellt und können durch Verschieben auf die richtige Position in der Karte mit Koordinaten versehen werden. Kulturdenkmale ohne Bild sind an einem blauen bzw. roten Marker erkennbar.
- Datierung: Baubeginn, Fertigstellung, Datum der Erstnennung oder grobe zeitliche Einordnung entsprechend des Eintrags in der sächsischen Denkmaldatenbank
- Beschreibung: Kurzcharakteristik des Kulturdenkmals entsprechend des Eintrags in der sächsischen Denkmaldatenbank, ggf. ergänzt durch die dort nur selten veröffentlichten Erfassungstexte oder zusätzliche Informationen
- ID: Vom Landesamt für Denkmalpflege Sachsen vergebene, das Kulturdenkmal eindeutig identifizierende Objekt-Nummer. Der Link führt zum PDF-Denkmaldokument des Landesamtes für Denkmalpflege Sachsen. Bei ehemaligen Kulturdenkmalen können die Objektnummern unbekannt sein und deshalb fehlen bzw. die Links von aus der Datenbank entfernten Objektnummern ins Leere führen. Ein ggf. vorhandenes Icon  führt zu den Angaben des Kulturdenkmals bei Wikidata.

## Kulturdenkmale in Reudnitz-Thonberg, A–K
| Bild                                    | Bezeichnung | Lage | Datierung                                                                                             | Beschreibung | ID       |
| --------------------------------------- | --- | --- | --- | --- | -------- |
| Direkt Bild zu diesem Denkmal hochladen | Handschwengelpumpe mit Brunnenschacht und Abdeckplatte | Albert-Schweitzer-Straße (Karte) | 1912 (Handschwengelpumpe)                                                                             | Ecke Oststraße, ortsgeschichtlich von Bedeutung | 09299205 |
|                                         | Mietshaus in geschlossener Bebauung in Ecklage | Albert-Schweitzer-Straße 2 (Karte) | um 1890 (Mietshaus)                                                                                   | mit Eckladen, historisierende Putzfassade, baugeschichtlich von Bedeutung | 09262700 |
|                                         | Mietshaus in geschlossener Bebauung | Albert-Schweitzer-Straße 4 (Karte) | 1889–1890 (Mietshaus)                                                                                 | Klinkerfassade, Deckenmalerei im Treppenhaus und Eingangsbereich, Stuck im Eingangsbereich, baugeschichtlich von Bedeutung Der Reudnitzer Lehrer Theodor Louis Becker beauftragte den Baumeister Bernhard Barthel mit Entwurf, Ausführung und der Erstellung statischer Berechnungen für einen Mietshausneubau in der damaligen Oberen Münsterstraße. Am 15. August 1889 wurde die Genehmigung für den nur drei Wochen zuvor eingereichten Antrag erteilt. Auf der Baustelle übernahm Polier Händel die Aufsicht bis zur Schlußrevision im Mai 1890. Ausbesserung der Putzflächen und Entfernung von Stuckkonsolen 1938 unter Anna Minna verw. Becker geb. Hoefer (Ausführung durch Baugeschäft Otto Enke). Anträge für Sanierung, Dachgeschossausbau, Balkonanlagen und eine Gasfeuerungsanlage im August 1998 durch Ralf Kohlhepp aus Leipzig, Pläne von Marcus Dahlem. Der fünfgeschossige Gründerzeitbau mit Putznutung im Erdgeschoss und Klinkerfassade in den oberen Stockwerken. Jedes Obergeschoss besitzt anders gestaltete Fensterrahmungen, wobei die mittlere Etage besonders aufwändig gestaltet wirkt. Nummer 4 ist ein Doppelmietshaus mit Nummer 6. LfD/2008 | 09291857 |
|                                         | Mietshaus in geschlossener Bebauung | Albert-Schweitzer-Straße 5 (Karte) | um 1895 (Mietshaus)                                                                                   | Klinkerfassade, Windfangtür, Stuck im Eingangsbereich, baugeschichtlich von Bedeutung | 09263334 |
|                                         | Mietshaus in geschlossener Bebauung | Albert-Schweitzer-Straße 6 (Karte) | um 1890 (Mietshaus)                                                                                   | Klinkerfassade, Stuck im Eingangsbereich, baugeschichtlich von Bedeutung | 09291858 |
|                                         | Mietshaus in geschlossener Bebauung | Albert-Schweitzer-Straße 7 (Karte) | um 1895 (Mietshaus)                                                                                   | mit Tordurchfahrt, wohl ehemals mit Laden, Klinkerfassade, baugeschichtlich von Bedeutung | 09263335 |
|                                         | Mietshaus in geschlossener Bebauung | Albert-Schweitzer-Straße 8 (Karte) | 1890–1891 (Mietshaus)                                                                                 | Klinkerfassade mit Sandsteingliederung, baugeschichtlich von Bedeutung Eine Wohnung im Parterre und jeweils zwei in den oberen Geschossen waren für das nur fünf Achsen in der Breite messende Mietwohngebäude vorgesehen. Der Reudnitzer Bauunternehmer Eduard Hermann Otto führte das Gebäude 1890–1891 auf und fungierte zudem als einer der drei Bauherren (auch Karl Wilhelm Friedrich und Johann Friedrich Schäfer). Nobler Historismusdekor trägt zum reizvollen Erscheinungsbild der Klinkerfassade bei. Die Mittelachse ist betont, insbesondere in den beiden mittleren der vier Etagen. 1920 wurde der Hausdurchgang durch die Architekten Kleitz & Zimmer derart eingerichtet, dass einige Jahrzehnte auch die Mieter des Hauses Oststraße 46 auf ihr Grundstück gelangten. Eigentümer ab 1918 waren Buchdruckereibesitzer Gustav Vogel, Friedrich Max Bernhardt, die Leipziger Graphische Werke AG, der Universalverlag W. Vobach & Co sowie ab 1941 Susanne Jaenecke geb. Meyer in Berlin-Dahlem. Baugeschichtlich und ortsentwicklungsgeschichtlich bedeutsamer Mietshausbau im geschlossenen Quartier, die Fassade ist ein großartiges künstlerisches Beispiel für die Gestaltungsmöglichkeiten des Historismus in den Stadterweiterungsgebieten. LfD/2013, 2014 | 09291859 |
|                                         | Mietshaus in geschlossener Bebauung | Albert-Schweitzer-Straße 9 (Karte) | um 1907 (Mietshaus)                                                                                   | mit Tordurchfahrt, ehemals mit Laden, Klinkerfassade, preußische Kappe in der Tordurchfahrt, baugeschichtlich von Bedeutung | 09296917 |
| Weitere Bilder                          | Fabrikgebäude in geschlossener Bebauung | Albert-Schweitzer-Straße 10 (Karte) | bezeichnet 1912–1913 (Fabrikgebäude)                                                                  | mit großer Durchfahrt, Klinker-Kunststein-Fassade, Bleiglasfenster, industriegeschichtlich und bauhistorisch von Bedeutung | 09291860 |
|                                         | Mietshaus in geschlossener Bebauung | Albert-Schweitzer-Straße 11 (Karte) | um 1903 (Mietshaus)                                                                                   | mit Tordurchfahrt, Klinkerfassade, Kellerfenstergitter, baugeschichtlich von Bedeutung | 09263237 |
|                                         | Mietshäuser einer Wohnanlage | Albert-Schweitzer-Straße 12; 14; 16; 18; 20 (Karte) | 1930er Jahre (Mehrfamilienwohnhaus)                                                                   | Putzfassade im traditionalistischen Stil, eiserne Haustüren, Nummer 20 in Ecklage Mühlstraße, baugeschichtlich von Bedeutung | 09291861 |
|                                         | Mietshaus in geschlossener Bebauung mit Hofpflasterung | Albert-Schweitzer-Straße 15 (Karte) | um 1895 (Mietshaus)                                                                                   | mit Tordurchfahrt, Klinkerfassade, baugeschichtlich von Bedeutung | 09263336 |
|                                         | Mietshaus in geschlossener Bebauung und Werkstatt im Hof | Albert-Schweitzer-Straße 17 (Karte) | um 1895 (Mietshaus)                                                                                   | mit Tordurchfahrt, Klinkerfassade, Stuck im Eingangsbereich, baugeschichtlich von Bedeutung | 09263337 |
|                                         | Mietshaus in geschlossener Bebauung und Werkstattgebäude im Hof | Albert-Schweitzer-Straße 19 (Karte) | um 1895 (Mietshaus)                                                                                   | mit Tordurchfahrt, Klinkerfassade, Stuck und Holzpaneele im Eingangsbereich, baugeschichtlich von Bedeutung | 09263338 |
| Weitere Bilder                          | Platzanlage | Alfred-Frank-Platz (Karte) | 1950er Jahre (Stadtplatz)                                                                             | auf dem Gelände des ehemaligen Riebeck-Teiches, begrenzt von Oststraße, Lipsiusstraße und Holsteinstraße, mit altem Gehölzbestand und Kalksteinmauern, Wegebelägen samt Einfassungen, authentisch erhaltene Grünflächengestaltung der 1950er Jahre, ortshistorisch und stadtgrüngeschichtlich von Bedeutung | 09293936 |
| Direkt Bild zu diesem Denkmal hochladen | Mietshaus in offener Bebauung | Anna-Kuhnow-Straße 7 (Karte) | um 1910 (Mietshaus)                                                                                   | Putzfassade, Treppenhausfenster mit Resten farbiger Bleiverglasung, Reformstil-Architektur, baugeschichtlich von Bedeutung | 09291381 |
| Direkt Bild zu diesem Denkmal hochladen | Ehemaliges Fabrikgebäude | Anna-Kuhnow-Straße 16 (Karte) | 1890er Jahre (Fabrik)                                                                                 | mit Tordurchfahrt, Klinkerbau mit Sandsteingliederung, ehemalige Backofenfabrik, baugeschichtlich und ortsgeschichtlich von Bedeutung | 09291382 |
| Direkt Bild zu diesem Denkmal hochladen | Ehemaliges Fabrikgebäude (mit zwei Hausnummern) | Anna-Kuhnow-Straße 18; 20 (Karte) | nach 1900 (Fabrik)                                                                                    | mit Tordurchfahrt, Klinkerbau mit Kunststeingliederung, ehemalige Backofenfabrik, baugeschichtlich und ortsgeschichtlich von Bedeutung | 09291383 |
| Direkt Bild zu diesem Denkmal hochladen | Mietshaus in geschlossener Bebauung | Augustenstraße 2 (Karte) | 1893 (Mietshaus)                                                                                      | mit Tordurchfahrt, Putzfassade mit Sandsteingliederung, baugeschichtlich von Bedeutung | 09291385 |
| Direkt Bild zu diesem Denkmal hochladen | Mietshaus in geschlossener Bebauung | Augustenstraße 4 (Karte) | 1875 (Mietshaus)                                                                                      | Putzfassade mit Sandsteingliederung, baugeschichtlich von Bedeutung | 09291386 |
| Direkt Bild zu diesem Denkmal hochladen | Mietshaus in ehemals geschlossener Bebauung | Augustenstraße 12 (Karte) | 1912 (Mietshaus)                                                                                      | Putzfassade mit zwei Erkern, Sandsteinsockel, bleiverglaste Treppenhausfenster, Reformstil-Architektur, baugeschichtlich von Bedeutung | 09291388 |
| Direkt Bild zu diesem Denkmal hochladen | Doppelmietshaus (mit Frommannstraße 11) in geschlossener Bebauung in Ecklage | Augustenstraße 13 (Karte) | um 1910 (Doppelmietshaus)                                                                             | Putzfassade mit Sandsteingliederung und Erker, Marmor sowie Granitstufen und Stuck im Eingangsbereich, Reste bleiverglaster Treppenhausfenster, Reformstilarchitektur, baugeschichtlich von Bedeutung | 09291389 |
| Direkt Bild zu diesem Denkmal hochladen | Mietshausgruppe in geschlossener Bebauung | Augustenstraße 14; 16; 18 (Karte) | 1935 (Nummer 14, Mietshaus), bezeichnet 1935 (Nummer 16, Mietshaus), 1935 (Nummer 18, Mietshaus)      | Putzfassade, baugeschichtlich von Bedeutung als Zeugnis sozialen Wohnungsbaus der 1930er Jahre Nummer 16: Architekt Paul Lange fertigte 1921 Pläne für den bauwilligen Kaufmann Paul Simon, das noch von Intentionen des Reformstils geprägte viergeschossige Mietshaus mit zwei Polygonalerkern kam jedoch nicht zur Ausführung. Paul Simons Erben unternahmen 1935 einen weiteren – nun erfolgreichen – Anlauf: Entwürfe lieferten die Architekten Bock & Paatzsch, die Ausführung übernahm Baumeister Walter Magdeburg für die Bauunternehmung Franz Wendt. Eine Kooperation bestand mit der Firma Franz Mosenthin bezüglich der Stahlkonstruktionen, dem Baumeister Paul Grafe hinsichtlich der Berechnungen des Dachwerkes. Mit Augustenstraße 18 bildet das Gebäude ein Ensemble, verzichtet in der straßenseitigen Fassadengestaltung jedoch auf die dort beherrschende Balkonanlage, zugehörig zur Baugruppe auch Nummer 14. Glatt verputzt steht die Fassade über eingefärbtem Kunststeinsockel mit einfacher Haustürrahmung und einer durch Graffitodekor (Pflanzengebinde) geprägten mittigen Treppenhausachse. Maßgeblich zum Erscheinungsbild tragen die querformatigen Wohnungsfenster mit Dreierteilung bei, störend wirken die Gauben des ausgebauten Daches. Das Gebäude aus der Mitte der 1930er Jahre besitzt einen baugeschichtlichen Wert. LfD/2018, 2019 Nummer 18: Gemäß Ortsgesetz über die Bebauung von Leipzig-Reudnitz-West, Nummer 54 des Gesamtplanes, entstand 1910 eine Einfriedung auf dem Grundstück von Kaufmann Paul Simon. Dieser beauftragte neun Jahre später den Architekten Paul Lange, eine Bauvoranfrage für die Errichtung eines Wohnhauses zu stellen. Noch vor Ausreichung der Genehmigung im Juni 1920 wurde Mitteilung gegeben, dass vorerst nicht an die Umsetzung des Vorhabens zu denken ist. Erst 1935 entstand ein viergeschossiger Mietwohnungsbau für Simons Erben, geplant durch das Architektenbüro Bock & Paatzsch, ausgeführt durch die Bauunternehmung Paul Wendt und hinsichtlich der Statik berechnet von Firma Franz Mosenthin für die Stahlkonstruktionen sowie Baumeister Paul Grafe für das Dachwerk. Pläne für Sanierung, Modernisierung und Dachausbau stammen aus den Jahren 1999 und 2000. Der mit hellem Glattputz über eingefärbtem Sockel versehene Wohnhausbau, der mit den Häusern Nummer 14 und 16 eine kleine Gruppe bildet, fällt durch einen mächtigen mittleren Kastenerker auf, zu dem beidseitig additiv Balkone gefügt sind. Wenige Graffiti setzen schmückend, farbige Akzente. Das Erscheinungsbild beeinträchtigen die drei Gauben der Sanierung aus dem Jahr 2000. Für das Haus besteht ein baugeschichtlicher Wert. LfD/2018, 2019 | 09291390 |
| Direkt Bild zu diesem Denkmal hochladen | Mietshaus in geschlossener Bebauung | Augustenstraße 15 (Karte) | 1909–1910 (Mietshaus)                                                                                 | Putzfassade, Marmor, Granitstufen und Stuck im Eingangsbereich, baugeschichtlich von Bedeutung Auf Baustelle 3, gehörend dem Johannishospital, beantragte zum 31. August 1909 Baumeister Ernst Georg Haubold die Ausführung eines Vorderwohngebäudes und eines Waschhauses. Die Bauleitung übernahm Architekt Reihold Haubold, die Ausführung Maurermeister Georg Röder. Gestattung der Ingebrauchnahme zum 1. Juli 1910. Folgende Besitzerwechsel sind aktenkundig: Caroline Katharina Marie verw. Professor Buzzetti aus Böhlitz-Ehrenberg (ab 1911), Betriebsleiter Johann Eduard Götze (ab 1919 und 1925), Kaufmann Aron Sneerson aus Kischinew in Rumänien (1922), Kaufmann Leib Jockel Merkin (1922), Ida verw. Götze geb. Taschenberger (1938), Ilse Götze (1946). Im Jahr 1912 Beantragung einer Hausmannswohnung durch den Architekten R. Ziegler, 1996 wurde der Bauantrag gestellt für Modernisierung, Dachgeschossausbau und Einrichtung einer Aufzugsanlage. Der repräsentativ und großzügig wirkende Bau liegt im Spannungsfeld zwischen ausklingendem Jugendstil und Ideen der Reformstilarchitektur mit gegliederter Putzfassade. Durch das über einem Oval konzipierte Treppenhaus werden pro Etage zwei Wohnungen erschlossen mit zweieinhalb Zimmern zur Straße sowie Küche, einer bzw. zwei Kammern und Bad/Closett zum Hof. Interessanterweise steht die Wanne quer unter dem Badzimmerfenster. Für das Gebäude ist ein baugeschichtlicher Wert festzumachen. LfD/2008, 2019 | 09301970 |
| Direkt Bild zu diesem Denkmal hochladen | Mietshaus in halboffener Bebauung | Augustenstraße 17 (Karte) | 1909 (Mietshaus)                                                                                      | Putzfassade, Marmor, Granit und Stuck im Eingangsbereich, baugeschichtlich von Bedeutung | 09291393 |
| Direkt Bild zu diesem Denkmal hochladen | Mietshaus in geschlossener Bebauung | Augustenstraße 20 (Karte) | 1909 (Mietshaus)                                                                                      | Putzfassade mit Erkern und Balkons, Marmor und Stuck im Eingangsbereich, baugeschichtlich von Bedeutung | 09291395 |
| Direkt Bild zu diesem Denkmal hochladen | Mietshaus in geschlossener Bebauung | Augustenstraße 22 (Karte) | 1909 (Mietshaus)                                                                                      | Putzfassade mit Sandsteingliederung und zwei Erkern, rückseitig Balkone, baugeschichtlich von Bedeutung | 09291396 |
| Direkt Bild zu diesem Denkmal hochladen | Mietshaus in geschlossener Bebauung | Augustenstraße 24 (Karte) | 1909 (Mietshaus)                                                                                      | Sandstein-Putz-Fassade, mit Erkern und Balkons, Stuck und Marmor im Eingangsbereich, Treppenhausfenster mit Resten farbiger Bleiverglasung, eisernes Treppengeländer, baugeschichtlich von Bedeutung | 09291397 |
| Direkt Bild zu diesem Denkmal hochladen | Mietshaus in geschlossener Bebauung und in Ecklage | Augustenstraße 26 (Karte) | 1909–1910 (Mietshaus)                                                                                 | mit Laden, Sandstein-Putz-Fassade mit Erkern und Balkons, Eckturm, Stuck und Marmor im Eingangsbereich, Windfangtür, Treppenhausfenster mit Resten farbiger Bleiverglasung, baugeschichtlich von Bedeutung | 09294972 |
|                                         | Batterie- und Maschinenhaus eines ehem. Unterwerks, später Verwaltungsgebäude, in geschlossener Bebauung | Baedekerstraße 1 (Karte) | 1926–1927 (Unterwerk)                                                                                 | Putzfassade, baugeschichtlich und stadtgeschichtlich sowie für die Geschichte der Energieversorgung Leipzigs und damit technikgeschichtlich von Bedeutung | 09290008 |
|                                         | Mietshaus in halboffener Bebauung in Ecklage und seitliche Toreinfahrt | Baedekerstraße 2 (Karte) | 1897–1898 (Mietshaus)                                                                                 | historisierende Putzfassade, mit Eckladen, baugeschichtlich von Bedeutung | 09290009 |
|                                         | Wohn- und Verwaltungsgebäude in geschlossener Bebauung | Baedekerstraße 3 (Karte) | 1926 (Mietshaus)                                                                                      | mit Tordurchfahrt, Putzfassade, Wandgliederung in der Tordurchfahrt, baugeschichtlich von Bedeutung | 09290010 |
|                                         | Mietshaus in offener Bebauung | Baedekerstraße 4 (Karte) | 1899–1900 (Mietshaus)                                                                                 | Putzfassade, baugeschichtlich von Bedeutung | 09290011 |
|                                         | Fabrikgebäude (bauliche Einheit mit Täubchenweg 26) | Baedekerstraße 5 (Karte) | um 1905 (Druckerei)                                                                                   | | 09290013 |
|                                         | Mietshaus in halboffener Bebauung | Baedekerstraße 8 (Karte) | 1898 (Mietshaus)                                                                                      | mit Laden, Klinkerfassade, Stuck und Holztäfelung im Eingangsbereich, baugeschichtlich von Bedeutung | 09290012 |
| Direkt Bild zu diesem Denkmal hochladen | Wohnhaus eines ehemaligen Ausflugslokales Kleiner Kuchengarten | Breite Straße 2 (Karte) | um 1860 (Wohnhaus)                                                                                    | Putzfassade, Teil eines der einst in den Vororten zahlreich vorhandenen Ausflugslokale, ortsgeschichtlich und kulturhistorisch von Bedeutung | 09264337 |
| Direkt Bild zu diesem Denkmal hochladen | Mietshaus in geschlossener Bebauung | Breite Straße 6 (Karte) | 1898 (Mietshaus)                                                                                      | mit Läden, Klinkerfassade mit Sandsteingliederung, baugeschichtlich von Bedeutung | 09293661 |
|                                         | Mietshaus in halboffener Bebauung und in Ecklage | Breite Straße 8 (Karte) | 1899 (Mietshaus)                                                                                      | mit Läden, Klinkerfassade, mit Balkons, Holztäfelung und Stuck im Eingangsbereich, baugeschichtlich von Bedeutung | 09293664 |
|                                         | Mietshaus in geschlossener Bebauung in Ecklage | Breite Straße 10 (Karte) | 1899 (Mietshaus)                                                                                      | mit Eckladen und weiterem Laden, Klinkerfassade mit Sandsteingliederung und Erkern, Windfangtür und Holztäfelung im Eingangsbereich, baugeschichtlich von Bedeutung | 09293665 |
|                                         | Mietshaus in geschlossener Bebauung | Breite Straße 10b (Karte) | 1900 (Mietshaus)                                                                                      | mit Läden, Klinkerfassade mit Sandsteingliederung und Erker, Stuck im Eingangsbereich, Windfangtür, baugeschichtlich von Bedeutung | 09293666 |
|                                         | Mietshaus in geschlossener Bebauung | Breite Straße 12 (Karte) | 1904 (Mietshaus)                                                                                      | mit Läden, Klinkerfassade, geätzte Treppenhausfenster, Stuck im Eingangsbereich, baugeschichtlich von Bedeutung | 09293667 |
|                                         | Mietshaus in geschlossener Bebauung | Breite Straße 14 (Karte) | 1897–1898 (Mietshaus)                                                                                 | mit Läden, Klinkerfassade mit Sandsteingliederung, Treppenhausfenster mit Resten geätzter Verglasung, baugeschichtlich von Bedeutung | 09293668 |
|                                         | Mietshaus in geschlossener Bebauung in Ecklage | Breite Straße 16 (Karte) | 1897 (Mietshaus)                                                                                      | mit Gaststätte, mit Laden, Klinkerfassade, Treppenhausfenster mit Resten geätzter Verglasung, Stuck im Eingangsbereich, baugeschichtlich von Bedeutung | 09293669 |
|                                         | Mietshaus in geschlossener Bebauung in Ecklage | Breite Straße 22 (Karte) | 1888 (Mietshaus)                                                                                      | mit Läden, Putzfassade, geätzte Treppenhausfenster, Stuck im Eingangsbereich, baugeschichtlich von Bedeutung | 09293672 |
| Direkt Bild zu diesem Denkmal hochladen | Handschwengelpumpe mit Brunnenschacht und Abdeckplatte | Breitkopfstraße (Karte) | 1908 (Handschwengelpumpe)                                                                             | gegenüber Nummer 12, ortsgeschichtlich von Bedeutung | 09263857 |
|                                         | Mietshaus in ehemals geschlossener Bebauung in Ecklage | Breitkopfstraße 1 (Karte) | 1897 (Mietshaus)                                                                                      | Klinkerfassade mit Eckerker, Stuck und Windfangtür im Eingangsbereich, baugeschichtlich von Bedeutung | 09290018 |
|                                         | Mietshaus in halboffener Bebauung | Breitkopfstraße 4 (Karte) | 1897–1898, bezeichnet 1898 (Mietshaus)                                                                | Klinkerfassade, Stuck im Eingangsbereich, baugeschichtlich von Bedeutung | 09290019 |
|                                         | Fabrikgebäude in ehemals geschlossener Bebauung | Breitkopfstraße 5 (Karte) | 1896 (Druckerei)                                                                                      | Klinkerfassade mit Sandsteingliederung, mit Durchfahrt und eisernem Tor, baugeschichtlich und ortsgeschichtlich von Bedeutung | 09290020 |
|                                         | Akkumulatorenhaus mit Maschinenhalle eines Elektrizitätswerkes, mit Einfriedung und Toreinfahrt | Breitkopfstraße 6; 8; 10 (Karte) | um 1905 (Energieerzeugungsanlagenteil)                                                                | Klinkerfassade, baugeschichtlich und industriegeschichtlich von Bedeutung | 09290021 |
| Direkt Bild zu diesem Denkmal hochladen | Mietshaus in geschlossener Bebauung und in Ecklage | Breitkopfstraße 12 (Karte) | bezeichnet 1902 (Mietshaus)                                                                           | mit Eckladen, Putzfassade mit Sandsteingliederung und Erkern, Stuck und Windfangtür im Eingangsbereich, baugeschichtlich von Bedeutung | 09290975 |
|                                         | Mietshaus in geschlossener Bebauung | Breitkopfstraße 14 (Karte) | 1901 (Mietshaus)                                                                                      | Putzfassade mit Erker, Stuck und Fußbodenkacheln im Eingangsbereich, baugeschichtlich von Bedeutung | 09290976 |
|                                         | Mietshaus in geschlossener Bebauung | Breitkopfstraße 16 (Karte) | um 1900 (Mietshaus)                                                                                   | Putzfassade, originale Kellerfenstergitter, baugeschichtlich von Bedeutung | 09263856 |
|                                         | Mietshaus in geschlossener Bebauung | Breitkopfstraße 18 (Karte) | 1901 (Mietshaus)                                                                                      | Klinkerfassade mit zwei Erkern, Stuck im Eingangsbereich, bleiverglaste Treppenhausfenster, baugeschichtlich von Bedeutung | 09290977 |
|                                         | Mietshaus in geschlossener Bebauung in Ecklage | Breitkopfstraße 20 (Karte) | 1901 (Mietshaus)                                                                                      | mit Eckladen im Souterrain, Klinkerfassade mit Erkern, Windfangtür im Eingangsbereich, baugeschichtlich von Bedeutung | 09290978 |
|                                         | Mietshaus in halboffener Bebauung und in Ecklage | Breitkopfstraße 22 (Karte) | 1907 (Mietshaus)                                                                                      | mit Laden und Eckladen, Putzfassade mit Sandsteingliederung, mit Erkern und Balkons, baugeschichtlich von Bedeutung | 09290979 |
| Direkt Bild zu diesem Denkmal hochladen | Mietshaus in geschlossener Bebauung, mit Vorgarten | Carpzovstraße 1 (Karte) | vor 1920 (Mietshaus)                                                                                  | Putzfassade, Stuck im Eingangsbereich, farbig verglaste Treppenhausfenster, Windfangtür, baugeschichtlich von Bedeutung | 09263325 |
| Direkt Bild zu diesem Denkmal hochladen | Mietshaus in halboffener Bebauung, mit Vorgarten | Carpzovstraße 2 (Karte) | nach 1925 (Mietshaus)                                                                                 | Putzfassade, Erdgeschoss in Klinkerbauweise, siehe auch Lipsiusstraße 36, Treppenhausfenster mit Strukturglas, erbaut im Zusammenhang mit der Städtischen Wohnanlage Holsteinstraße, im Stil der Moderne, baugeschichtlich von Bedeutung | 09263326 |
|                                         | Sachgesamtheit Städtische Wohnanlage Holsteinstraße, mit folgenden Einzeldenkmalen: zwei Mehrfamilienhauszeilen Carpzovstraße 3–11 und 13–19 (Obj. 09263315), eine Mehrfamilienhauszeile Carpzovstraße 16–30 (Obj. 09263317), zwei Mehrfamilienhauszeilen Fritz-Hanschmann-Straße 1–5 und 2–16 (Obj. 09263316), Mehrfamilienhaus Fuchshainer Straße 10 mit Nebengebäude und Garage (Obj. 09263360), Mehrfamilienhäuser Hofer Straße 33, 39 und 41/43 (Obj. , Obj. 09293079), fünf Mehrfamilienhauszeilen Holsteinstraße 17–27, 29–53, 55–63, 34–44, 48–60 (Obj. 09263372), Mehrfamilienhaus Stötteritzer Straße 71 (Obj. 09263302), zwei Mehrfamilienhauszeilen Reinhold-Krüger-Straße 1–4, 5–8 und Garage (Obj. 09305825) sowie Einfriedungsmauern, weiterhin mit Pflasterungen und Vorgartenbereichen sowie der Grünfläche vor dem Vereinshaus Holsteinstraße 46 und Freiraumgestaltungen der Wohnanlage (Abstandsflächen und Hofräume) als Bestandteile der Sachgesamtheit | Carpzovstraße 3; 5; 7; 9; 11; 13; 15; 16; 17; 18; 19; 20; 22; 24; 26; 28; 30 (Karte) | um 1930 (Wohnanlage)                                                                                  | zweifarbige Putzbauten und Putzbauten mit Klinkergestaltung, im Stil der Moderne, baugeschichtlich und ortsentwicklungsgeschichtlich von Bedeutung | 09305823 |
| Weitere Bilder                          | Einzeldenkmal der Sachgesamtheit Städtische Wohnanlage Holsteinstraße (Obj. 09305823, Carpzovstraße 3–30): zwei Mehrfamilienhauszeilen einer Wohnanlage, mit Einfriedungsmauern | Carpzovstraße 3; 5; 7; 9; 11; 13; 15; 17; 19 (Karte) | nach 1925 (Wohnanlagenteil)                                                                           | Putzfassade mit Klinkergliederung, im Stil der Moderne, baugeschichtlich von Bedeutung | 09263315 |
|                                         | Mietshaus in geschlossener Bebauung mit Vorgarten | Carpzovstraße 4 (Karte) | 1914 (Mietshaus)                                                                                      | Putzfassade, Stuckreliefs im Eingangsbereich, farbig verglaste Treppenhausfenster, Windfangtür, Reformstil-Architektur, baugeschichtlich von Bedeutung | 09263323 |
|                                         | Mietshaus in geschlossener Bebauung mit Vorgarten | Carpzovstraße 6 (Karte) | 1914 (Mietshaus)                                                                                      | Putzfassade, Stuck im Treppenhaus, Windfangtür, bleiverglaste Treppenhausfenster, baugeschichtlich von Bedeutung | 09263324 |
| Direkt Bild zu diesem Denkmal hochladen | Mietshaus in geschlossener Bebauung in Ecklage, mit Vorgarten | Carpzovstraße 8 (Karte) | nach 1925 (Mietshaus)                                                                                 | Putzfassade, Erdgeschoss und Loggien in Klinker, erbaut im Zusammenhang mit der Städtischen Wohnanlage Holsteinstraße, im Stil der Moderne, baugeschichtlich von Bedeutung | 09290140 |
| Direkt Bild zu diesem Denkmal hochladen | Einzeldenkmal der Sachgesamtheit Städtische Wohnanlage Holsteinstraße (Obj. 09305823, Carpzovstraße 3–30): eine Mehrfamilienhauszeile einer Wohnanlage, mit Einfriedungsmauer | Carpzovstraße 16; 18; 20; 22; 24; 26; 28; 30 (Karte) | 1929–1930 (Mehrfamilienwohnhaus)                                                                      | zweifarbige Putzfassade, mit Tordurchfahrt (bei Nummer 30) zum Nobbeweg, im Stil der Moderne, baugeschichtlich von Bedeutung Ende Januar 1929 erging der Bauantrag für die Gruppe 11 der städtischen Wohnhausbauten in Leipzig-Reudnitz V, hier entstand nun bis Mai 1930 eine aus acht Häusern bestehende Mietshauszeile hinter einer vorgelagerten Rasenfläche. Farbiger Edelputz überzog die Ziegelfassaden über sichtbar belassenem Klinkersockel, das Dach besaß eine Biberschwanzdoppeldeckung und die Hausflurstufen waren aus Kunstkalkstein hergestellt. Für das Wohnungsfürsorgeamt der Stadt Leipzig unterzeichnete Freytag, während die Planungsentwürfe des Hochbauamtes die Unterschrift von Stadtbaurat Hubert Ritter tragen. Mit der Ausführung beauftragt wurde die Fa. Bauweise Frank, Frankbau Stuttgart mit Geschäftsstelle in Leipzig. Das Haus Nummer 30 besitzt einen breiten offenen Durchgang. Im Juni 1997 reichte die Leipziger Wohnungs- und Baugesellschaft mbH die vom Architekturbüro Fischer in Leipzigprojekt erstellten Instandsetzungs- und Modernisierungspläne zur behördlichen Genehmigung ein. Es besteht für den Mietshausblock als Zeugnis der kommunalen Wohnhausarchitektur um 1930 ein baugeschichtlicher und ortsteilentwicklungsgeschichtlicher Wert. LfD/2014 | 09263317 |
| Direkt Bild zu diesem Denkmal hochladen | Mehrfamilienhäuser einer Wohnanlage, mit Vorgärten, seitliche Toreinfahrt an der Kurt-Günther-Straße und Hofgrün | Carpzovstraße 21; 21a; 23; 23a; 25 (Karte) | um 1930 (Mehrfamilienwohnhaus)                                                                        | Putzfassade mit Klinkergliederung um die Haustür, im traditionalistischen Stil, baugeschichtlich von Bedeutung | 09263320 |
| Direkt Bild zu diesem Denkmal hochladen | Mehrfamilienhäuser einer Wohnanlage, mit Vorgärten | Carpzovstraße 29; 31; 33 (Karte) | 1913 (Mehrfamilienwohnhaus)                                                                           | siehe auch Max-Pommer-Straße 2 und Wolfshainer Straße 1, Putzfassade, Treppenhausausmalung, Stuck im Eingangsbereich, Reformstil-Architektur, baugeschichtlich und sozialgeschichtlich von Bedeutung | 09263322 |
| Direkt Bild zu diesem Denkmal hochladen | Vier Mehrfamilienhäuser einer Wohnanlage, mit Vorgärten | Carpzovstraße 32; 34; 36; 38 (Karte) | 1930 (Mehrfamilienwohnhaus)                                                                           | Putzfassade mit Standerkern, Haustüren mit bleiverglastem Oberlicht, Anklänge an den Reformstil der Zeit um 1910, baugeschichtlich von Bedeutung | 09263321 |
| Direkt Bild zu diesem Denkmal hochladen | Mehrfamilienhäuser einer Wohnanlage, mit Vorgarten | Carpzovstraße 35; 37 (Karte) | 1926 (Mehrfamilienwohnhaus)                                                                           | Putzfassade, siehe auch Wolfshainer Straße 2 und Fuchshainer Straße 8, baugeschichtlich von Bedeutung | 09263318 |
|                                         | Mietshaus in geschlossener Bebauung | Charlottenstraße 1 (Karte) | 1893 (Mietshaus)                                                                                      | Putzfassade, Wand- und Deckenstuck im Eingangsbereich, baugeschichtlich von Bedeutung | 09293062 |
|                                         | Mietshaus in geschlossener Bebauung | Charlottenstraße 2 (Karte) | um 1890 (Mietshaus)                                                                                   | mit Tordurchfahrt, Klinkerfassade, baugeschichtlich von Bedeutung | 09263073 |
|                                         | Mietshaus in halboffener Bebauung | Charlottenstraße 3 (Karte) | 1893 (Mietshaus)                                                                                      | Putzfassade mit Stuckornamenten, geätzte Treppenhausfenster, baugeschichtlich von Bedeutung | 09293064 |
|                                         | Mietshaus in geschlossener Bebauung | Charlottenstraße 4 (Karte) | 1897 (Mietshaus)                                                                                      | Klinkerfassade, Stuck im Eingangsbereich, geätzte Treppenhausfenster, Windfangtür, baugeschichtlich von Bedeutung | 09293065 |
|                                         | Mietshaus in geschlossener Bebauung (bauliche Einheit mit Nr. 7) | Charlottenstraße 5 (Karte) | 1889 (Doppelmietshaus)                                                                                | ehemals mit Laden, historisierende Putzfassade, siehe auch Charlottenstraße 7, baugeschichtlich von Bedeutung | 09293063 |
|                                         | Mietshaus in geschlossener Bebauung in Ecklage | Charlottenstraße 6 (Karte) | 1892 (Mietshaus)                                                                                      | mit Eckladen, Klinkerfassade mit Eckerker, Stuck und Stuckmedaillons im Eingangsbereich, geätzte Treppenhausfenster, baugeschichtlich von Bedeutung | 09293067 |
|                                         | Mietshaus in geschlossener Bebauung in Ecklage (bauliche Einheit mit Nr. 5) | Charlottenstraße 7 (Karte) | 1889 (Doppelmietshaus)                                                                                | historisierende Putzfassade mit Sandsteingliederung, siehe auch Charlottenstraße 5, baugeschichtlich von Bedeutung | 09293068 |
|                                         | Mietshaus in ehemals geschlossener Bebauung | Charlottenstraße 8 (Karte) | 1893 (Mietshaus)                                                                                      | Klinkerfassade, baugeschichtlich von Bedeutung | 09293066 |
|                                         | Mietshaus in geschlossener Bebauung | Charlottenstraße 9 (Karte) | 1894 (Mietshaus)                                                                                      | Klinkerfassade, baugeschichtlich von Bedeutung | 09293069 |
|                                         | Mietshaus in ehemals geschlossener Bebauung | Charlottenstraße 10 (Karte) | um 1885 (Mietshaus)                                                                                   | Putzfassade, baugeschichtlich von Bedeutung | 09262902 |
|                                         | Mietshaus in geschlossener Bebauung | Charlottenstraße 11 (Karte) | 1894–1895 (Mietshaus)                                                                                 | mit Tordurchfahrt, Klinkerfassade, Stuckdecke und Holztäfelung in der Tordurchfahrt, wirkungsvoller Gründerzeitbau im geschlossenen Quartier, Dokument der Ortsteilentwicklung, bauhistorischer Wert Karl Nelb junior stellte den Bauantrag für ein Wohnhaus am 1. Oktober 1894 und ließ von Architekt Heinrich Lindemann die Pläne zeichnen. Die Schlussabnahme erfolgte zusammen mit dem im Folgejahr nach Entwurf von Architekt Anton Wurl errichteten Hofgebäude im August 1895. Kaufmann Otto Albin Richard Starkloff steht am 1918 im Grundbuch, im Jahr 1922 übernimmt Tischler Reinhold Oskar Liebich das Flurstück. Nach Zwangsversteigerung im März 1933 Eigentum von Kaufmann Carl Pobuda aus Leitmeritz an der Elbe. Abbruch des über Winkel erbauten Hofgebäudes 2000 durch Walter K. Pobuda aus dem amerikanischen Aurora/Colorado. Sanierung des Vorderhauses 1999/2000 durch Gesellschaft für Wirtschaftsdienste und Anlagenberatung mbH in Stuttgart nach Plänen von Jelena Wichmann mit Ausbau des Dachgeschosses zu Wohnzwecken. Der für Leipziger Vororte typische Mietshausbau als Dreispänner, fünfgeschossig mit zweifarbiger Klinkerfassade über verputztem Erdgeschoss, Stuckdekor über den Fenstern der Beletage sowie Durchfahrt, Teile der originalen Ausstattung erhalten. LfD/2010 | 09293070 |
|                                         | Mietshaus in geschlossener Bebauung | Charlottenstraße 13 (Karte) | 1894–1896 (Mietshaus)                                                                                 | mit Tordurchfahrt und mit Laden, Putzfassade mit Sandsteingliederung, Stuck in der Tordurchfahrt, Holzpaneele im Eingangsbereich, baugeschichtlich von Bedeutung | 09293071 |
|                                         | Mietshaus in geschlossener Bebauung | Crottendorfer Straße 1 (Karte) | um 1895 (Mietshaus)                                                                                   | historisierende Putzfassade, Stuckreste im Eingangsbereich, Windfangtür, baugeschichtlich von Bedeutung | 09293626 |
|                                         | Mietshaus in geschlossener Bebauung | Crottendorfer Straße 3 (Karte) | um 1895 (Mietshaus)                                                                                   | mit Tordurchfahrt, mit Ladeneinbau, historisierende Putzfassade, baugeschichtlich von Bedeutung | 09293627 |
|                                         | Mietshaus in geschlossener Bebauung | Crottendorfer Straße 4 (Karte) | um 1895 (Mietshaus)                                                                                   | mit Tordurchfahrt, Klinkerfassade mit Sandsteingliederung, Windfangtür, baugeschichtlich von Bedeutung | 09293628 |
|                                         | Mietshaus in geschlossener Bebauung | Crottendorfer Straße 5 (Karte) | um 1890 (Mietshaus)                                                                                   | historisierende Putzfassade, baugeschichtlich von Bedeutung | 09262893 |
|                                         | Mietshaus in geschlossener Bebauung | Crottendorfer Straße 6 (Karte) | um 1895/1900 (Mietshaus)                                                                              | Klinkerfassade, Treppenhausfenster mit Resten geätzter Verglasung, Schablonenmalerei im Treppenhaus, baugeschichtlich von Bedeutung | 09293629 |
|                                         | Mietshaus in geschlossener Bebauung in Ecklage | Crottendorfer Straße 16 (Karte) | um 1905 (Mietshaus)                                                                                   | zeittypische Putzfassade, baugeschichtlich von Bedeutung | 09299237 |
| Direkt Bild zu diesem Denkmal hochladen | Einfriedungsmauer und Toreinfahrt eines Fabrikgeländes | Crusiusstraße (Karte) | 1896 (Druckerei)                                                                                      | siehe auch Breitkopfstraße 5–7, ortsgeschichtlich von Bedeutung | 09290661 |
| Weitere Bilder                          | Handschwengelpumpe mit Brunnenschacht und Abdeckplatte | Crusiusstraße (Karte) | 1908 (Handschwengelpumpe)                                                                             | vor Nummer 2a, Typ Delphin, ortsgeschichtlich von Bedeutung | 09294869 |
| Direkt Bild zu diesem Denkmal hochladen | Mietshaus in halboffener Bebauung | Crusiusstraße 21 (Karte) | 1898 (Mietshaus)                                                                                      | im Eingangsbereich originale Ausmalung, Klinkerfassade, Stuck im Treppenhaus, baugeschichtlich von Bedeutung | 09290040 |
|                                         | Mietshaus in geschlossener Bebauung in Ecklage | Crusiusstraße 23 (Karte) | 1898 (Mietshaus)                                                                                      | Klinkerfassade, mit Eckerker, Stuck und überstrichene Wandmalerei im Eingangsbereich, baugeschichtlich von Bedeutung | 09290041 |
| Direkt Bild zu diesem Denkmal hochladen | Desinfektionsanstalt in rückwärtiger Lage, mit Schornstein und Einfriedung | Dauthestraße 3; 5 (Karte) | 1905 (Fabrik)                                                                                         | Klinkerfassade, ortsgeschichtlich von Bedeutung | 09263460 |
| Direkt Bild zu diesem Denkmal hochladen | Mehrfamilienhäuser einer Wohnanlage, mit Vorgärten und Hofgestaltung | Dauthestraße 7; 9; 11; 13 (Karte) | 1928 (Häuserzeile)                                                                                    | erbaut als Unterkunftshäuser für Obdachlose, mit Kregelstraße 9–13 und 23–41 errichtet, Putzfassaden im traditionalistischen Stil, baugeschichtlich und sozialgeschichtlich von Bedeutung | 09263786 |
|                                         | Mietshaus in geschlossener Bebauung in Ecklage | Dresdner Straße 24 (Karte) | 1896 (Mietshaus)                                                                                      | mit Läden, Klinkerfassade mit Eckerker, geätzte Treppenhausfenster, baugeschichtlich von Bedeutung | 09290074 |
|                                         | Mietshaus in halboffener Bebauung | Dresdner Straße 26 (Karte) | 1896 (Mietshaus)                                                                                      | mit Läden, historisierende Klinkerfassade, geätzte Treppenhausfenster, baugeschichtlich von Bedeutung | 09290076 |
| Direkt Bild zu diesem Denkmal hochladen | Mietshaus in geschlossener Bebauung sowie Hofgebäude | Dresdner Straße 54 (Karte) | 1899 (Mietshaus)                                                                                      | Vorderhaus mit Tordurchfahrt und mit Läden, Klinker-Putz-Fassade, Stuck in der Tordurchfahrt, baugeschichtlich von Bedeutung | 09293632 |
| Direkt Bild zu diesem Denkmal hochladen | Mietshaus in geschlossener Bebauung (bauliche Einheit mit Nr. 58) und Kino im Hof | Dresdner Straße 56 (Karte) | 1936 (Mietshaus)                                                                                      | mit Läden, zeittypische Putzfassade, baugeschichtlich und ortsgeschichtlich von Bedeutung | 09293633 |
| Direkt Bild zu diesem Denkmal hochladen | Mietshaus in geschlossener Bebauung in Ecklage (bauliche Einheit mit Nr. 56) | Dresdner Straße 58 (Karte) | um 1935 (Doppelmietshaus mit Nummer 65)                                                               | mit Läden, zeittypische Putzfassade, baugeschichtlich von Bedeutung | 09293634 |
|                                         | Mietshaus in ehemals geschlossener Bebauung | Dresdner Straße 62 (Karte) | um 1900 (Mietshaus)                                                                                   | mit Tordurchfahrt, mit Läden, Putz-Klinker-Fassade, baugeschichtlich von Bedeutung | 09262896 |
| Direkt Bild zu diesem Denkmal hochladen | Wohnhaus in ehemals geschlossener Bebauung und in Ecklage, mit Laden | Dresdner Straße 66 (Karte) | 1860er Jahre (Wohnhaus)                                                                               | Putzfassade, vorgründerzeitliche Bebauung, baugeschichtlich und ortsgeschichtlich von Bedeutung | 09293638 |
| Direkt Bild zu diesem Denkmal hochladen | Mietshaus in geschlossener Bebauung konzipiert | Dresdner Straße 68 (Karte) | 1887 (Mietshaus)                                                                                      | mit Tordurchfahrt, mit Läden, Klinkerfassade mit Sandsteingliederung, baugeschichtlich von Bedeutung | 09293640 |
| Direkt Bild zu diesem Denkmal hochladen | Acht Mietshäuser einer Wohnanlage, mit Toreinfahrt sowie Innenhof mit Pflasterung, Grünanlage und Baumreihen | Dresdner Straße 74; 74a; 74b; 74c; 76; 76a; 76b; 76c (Karte) | um 1905 (Mehrfamilienwohnhaus)                                                                        | Gebäude an der Straße mit Läden, zeittypische Putzfassade, in sich geschlossenen, private Wohnanlage um einen großen Innenhof, Architekt: Anton Käppler, Reformstil-Architektur, baugeschichtlich und ortsentwicklungsgeschichtlich von Bedeutung | 09262894 |
| Direkt Bild zu diesem Denkmal hochladen | Verwaltungsgebäude eines Straßenbahnhofes, ehemals Logengebäude | Dresdner Straße 78 (Karte) | 1851 (Verwaltungsgebäude)                                                                             | Putzfassade mit Sandsteingliederung, repräsentatives, säulengeschmücktes Gebäude, einst Landhaus der Verlegerfamilie Friedrich Hofmeister, das Haus wurde 1872 von der Leipziger Pferdebahn als Direktionssitz erworben, später Große Leipziger Straßenbahn, dann Leipziger Verkehrsbetriebe (LVB), Reste der ehemaligen Straßenbahn-Hallen siehe unter Dresdner Straße 80, heute Verwaltungsgebäude eines Einkaufszentrums, baugeschichtlich und ortsgeschichtlich von Bedeutung | 09302528 |
| Direkt Bild zu diesem Denkmal hochladen | Reste der Halle eines ehemaligen Straßenbahnhofes | Dresdner Straße 80 (Karte) | 1872 (Straßenbahndepot, Halle B), 1909 (Straßenbahndepot, Halle A)                                    | Depot Reudnitz der ehemaligen Leipziger Pferdebahn, später Große Leipziger Straßenbahn, Gleisanlagen sämtlich abgebrochen, dazu Verwaltungsgebäude (siehe unter Dresdner Straße 78), technikhistorische Bedeutung | 09293648 |
| Direkt Bild zu diesem Denkmal hochladen | Denkmal für die Gefallenen des Ersten Weltkrieges | Dresdner Straße 80 (bei) (Karte) | nach 1918 (Gefallenendenkmal)                                                                         | geschichtlich von Bedeutung, aus Granit mit Tafel und Helmaufsatz, auf dem Gelände des ehemaligen Straßenbahnhofes Reudnitz (nochmalige Umsetzung 2009 vorgesehen) | 09296822 |
| Direkt Bild zu diesem Denkmal hochladen | Mietshaus in heute geschlossener Bebauung | Dresdner Straße 82 (Karte) | 1903–1906 (Mietshaus)                                                                                 | mit Tordurchfahrt, mit Läden, Putzfassade mit zwei Erkern, Stuck im Eingangsbereich, Fassadenausbildung in Art eines Doppelmietshauses, baugeschichtlich von Bedeutung | 09293650 |
| Direkt Bild zu diesem Denkmal hochladen | Kindergarten einer Kirchgemeinde | Eichlerstraße 10 (Karte) | 1859–1860, bezeichnet 1860 (Kindergarten)                                                             | Kindergarten 1859 gegründet, Putzfassade, sozialhistorische und ortsteilentwicklungsgeschichtliche Bedeutung, Zeugnis der kirchlichen Fürsorge | 09263875 |
| Direkt Bild zu diesem Denkmal hochladen | Transformatorenhaus | Eilenburger Straße (Karte) | um 1935 (Transformatorenstation)                                                                      | Putzfassade, technikgeschichtlich von Bedeutung | 09262944 |
| Direkt Bild zu diesem Denkmal hochladen | Ehemaliges Verlags- und Druckereigebäude | Eilenburger Straße 1a (Karte) | 1911 (Verlagshaus)                                                                                    | mit Tordurchfahrt, Klinkerfassade, originale Wandgliederung in der Tordurchfahrt, Stammsitz des bedeutenden Leipziger Kunstverlags E. A. Seemann, im Reformstil der Zeit um 1910, Architekt: Curt Nebel, baugeschichtlich und ortsgeschichtlich von Bedeutung | 09290079 |
|                                         | Güterabfertigungsgebäude und Einfriedung (gegenüber Eilenburger Straße 4) eines ehemaligen Bahnhofs | Eilenburger Straße 10a (Karte) | Ende 19. Jh. (Güterschuppen)                                                                          | Klinkerbau, auf dem Gelände des ehemaligen Eilenburger Bahnhofs, heute Lene-Voigt-Park (siehe auch Reichpietschstraße 16 und Eilenburger Straße 21), bauhistorisch, ortsgeschichtlich und eisenbahnhistorisch von Bedeutung | 09290078 |
|                                         | Heizhaus und Schornstein eines Krankenhauses | Eilenburger Straße 11 (Karte) | 1926/1927 (Heizhaus)                                                                                  | gehört zur Kinderklinik Oststraße 25, Klinkerfassade im Stil der Moderne, expressionistisch gestaltete Details, architekturhistorisch bedeutsam, Architekt: Stadtbaurat Hubert Ritter, baugeschichtlich, kunstgeschichtlich und ortsgeschichtlich von Bedeutung | 09296716 |
| Weitere Bilder                          | Krankenhausgebäude | Eilenburger Straße 13; 15; 15a (Karte) | 1891–1899 (Krankenhaus)                                                                               | gehört zur Kinderklinik Oststraße 25, zweifarbige Klinkerfassade, baugeschichtlich und ortsgeschichtlich von Bedeutung | 09263438 |
|                                         | Mietshaus in halboffener Bebauung in Ecklage | Eilenburger Straße 16 (Karte) | 1880er Jahre (Mietshaus)                                                                              | historisierende Putzfassade, baugeschichtlich von Bedeutung | 09291807 |
|                                         | Mietshaus in geschlossener Bebauung | Eilenburger Straße 17 (Karte) | um 1890 (Mietshaus)                                                                                   | Putzfassade, Stuck und Holztäfelung im Eingangsbereich, baugeschichtlich von Bedeutung | 09291806 |
|                                         | Mietshaus in geschlossener Bebauung | Eilenburger Straße 17a (Karte) | um 1910 (Mietshaus)                                                                                   | mit Tordurchfahrt, ehemals mit Laden, Putzfassade mit Sandstein- und Kunststeingliederung, breiter Mittelerker, Deckengliederung im Eingangsbereich, Reformstil-Architektur, baugeschichtlich von Bedeutung | 09291805 |
|                                         | Mietshaus in geschlossener Bebauung | Eilenburger Straße 18 (Karte) | um 1900/1905 (Mietshaus)                                                                              | zeittypische Putzfassade, Stuck im Eingangsbereich, baugeschichtlich von Bedeutung | 09291803 |
|                                         | Ehemaliges Fabrikgebäude (Nr. 19b) im Hof, mit Anbau (Nr. 19a) | Eilenburger Straße 19a; 19b (Karte) | Ende 19. Jh. (Fabrikgebäude)                                                                          | | 09291804 |
|                                         | Mietshaus in halboffener Bebauung | Eilenburger Straße 20 (Karte) | um 1890 (Mietshaus)                                                                                   | Klinkerfassade, Stuckreste im Eingangsbereich, baugeschichtlich von Bedeutung | 09291802 |
|                                         | Verwaltungs- und Produktionsgebäude in Ecklage, sowie Seitenflügel zum Hof und rückwärtiges Hofgebäude | Eilenburger Straße 20a; 20b (Karte) | um 1890 (Verwaltungsgebäude)                                                                          | Straßenfront Klinkerfassade, um 1930 aufgestockt, Hof- und Seitenflügel Putzfassade, baugeschichtlich und ortsgeschichtlich von Bedeutung | 09262921 |
| Weitere Bilder                          | Ringlokschuppen und Wasserstation auf einem ehemaligen Bahngelände | Eilenburger Straße 21 (Karte) | 1872–1874 (Wasserstation)                                                                             | technikgeschichtlich von Bedeutung | 09299146 |
|                                         | Mietshaus in ehemals geschlossener Bebauung | Eilenburger Straße 24 (Karte) | 1907 (Mietshaus)                                                                                      | Putzfassade, Terrazzo mit Mosaik und Stuck im Eingangsbereich, Ausmalung im Treppenhaus, baugeschichtlich von Bedeutung | 09263339 |
|                                         | Mietshaus in geschlossener Bebauung | Eilenburger Straße 25 (Karte) | um 1907 (Mietshaus)                                                                                   | historisierende Klinkerfassade, baugeschichtlich von Bedeutung | 09263868 |
|                                         | Mietshaus in geschlossener Bebauung | Eilenburger Straße 26 (Karte) | 1906 (Mietshaus)                                                                                      | mit Laden, Putzfassade, Ladenfront original, Stuck und Terrazzo im Eingangsbereich, baugeschichtlich von Bedeutung | 09263340 |
|                                         | Mietshaus in geschlossener Bebauung | Eilenburger Straße 27 (Karte) | um 1905 (Mietshaus)                                                                                   | Putzfassade, baugeschichtlich von Bedeutung | 09262942 |
|                                         | Mietshaus in halboffener Bebauung in Ecklage, mit Vorgarten an der Robert-Volkmann-Straße | Eilenburger Straße 28 (Karte) | 1908 (Mietshaus)                                                                                      | Putzfassade mit Erker, farbige Treppenhausfenster, Stuck im Eingangsbereich, Reformstil-Architektur, baugeschichtlich von Bedeutung | 09263354 |
|                                         | Mietshaus in geschlossener Bebauung | Eilenburger Straße 29 (Karte) | 1906 (Mietshaus)                                                                                      | Klinkerfassade mit Holzbalkons, farbige Treppenhausfenster, Stuckreliefs und Wandkacheln im Eingangsbereich, baugeschichtlich von Bedeutung | 09263355 |
|                                         | Mietshaus in halboffener Bebauung in Ecklage, mit Einfriedung und Vorgarten an der Robert-Volkmann-Straße | Eilenburger Straße 30 (Karte) | 1908 (Mietshaus)                                                                                      | Putz-Klinker-Fassade mit Erkern, Treppenhausfenster mit Resten farbiger Verglasung, Terrazzo und Stuckgliederung im Eingangsbereich, baugeschichtlich von Bedeutung | 09263341 |
|                                         | Mietshaus in geschlossener Bebauung | Eilenburger Straße 31 (Karte) | um 1904 (Mietshaus)                                                                                   | ehemals mit Laden, Klinkerfassade, Terrazzo mit Mosaik und Stuck im Eingangsbereich, baugeschichtlich von Bedeutung | 09263867 |
|                                         | Mietshaus in geschlossener Bebauung | Eilenburger Straße 32 (Karte) | bezeichnet 1907 (Mietshaus)                                                                           | ehemals mit Laden, Klinkerfassade mit zwei Erkern, Stuckgliederung im Eingangsbereich, baugeschichtlich von Bedeutung | 09263342 |
|                                         | Mietshaus in geschlossener Bebauung | Eilenburger Straße 33 (Karte) | 1905 (Mietshaus)                                                                                      | ehemals mit Laden, Putzfassade mit zwei Erkern, Treppenhausfenster mit Resten farbiger Verglasung, Stuck und Wandkacheln im Eingangsbereich, baugeschichtlich von Bedeutung | 09263353 |
|                                         | Mietshaus in geschlossener Bebauung | Eilenburger Straße 34 (Karte) | bezeichnet 1907 (Mietshaus)                                                                           | Putzfassade mit zwei Erkern, Stuck und Terrazzo mit Mosaik im Eingangsbereich, baugeschichtlich von Bedeutung | 09263343 |
|                                         | Mietshaus in halboffener Bebauung in Ecklage | Eilenburger Straße 35 (Karte) | bezeichnet 1907 (Mietshaus)                                                                           | mit Eckladen, Putzfassade mit Erkern, farbige Treppenhausfenster, Stuck und Terrazzo im Eingangsbereich, im Reformstil, baugeschichtlich von Bedeutung | 09263344 |
|                                         | Mietshaus in geschlossener Bebauung | Eilenburger Straße 36 (Karte) | bezeichnet 1908 (Mietshaus)                                                                           | Klinkerfassade, Reste farbiger Treppenhausfenster, eisernes Treppenhaus, Wandkacheln und Stuck im Eingangsbereich, bezeichnet 1908 im Terrazzo, baugeschichtlich von Bedeutung | 09263345 |
|                                         | Mietshaus in geschlossener Bebauung in Ecklage, mit Vorgarten am Möbiusplatz | Eilenburger Straße 38 (Karte) | bezeichnet 1908 (Mietshaus)                                                                           | geglättete Putzfassade mit Eckerker und Balkons, Holzveranda zum Möbiusplatz, Reformstil-Architektur, Stuck und Terrazzo im Eingangsbereich (bezeichnet 1908), baugeschichtlich von Bedeutung | 09227482 |
|                                         | Mietshaus in geschlossener Bebauung | Eilenburger Straße 41 (Karte) | 1907 (Mietshaus)                                                                                      | ehemals mit zwei Läden, Putzfassade mit zwei Erkern, ursprünglich auch mit Holzbalkonanlage, farbig verglaste Treppenhausfenster, Terrazzo mit Mosaik und Stuckgliederung im Eingangsbereich, baugeschichtlich von Bedeutung | 09263347 |
|                                         | Mietshaus in geschlossener Bebauung | Eilenburger Straße 43 (Karte) | 1907 (Mietshaus)                                                                                      | mit Tordurchfahrt, Putzfassade mit Erker und Balkons, Erdgeschoss in Kunststein, farbig verglaste Treppenhausfenster, Terrazzo und Stuck im Eingangsbereich, baugeschichtlich von Bedeutung | 09263348 |
|                                         | Mietshaus in geschlossener Bebauung | Eilenburger Straße 45 (Karte) | 1909 (Mietshaus)                                                                                      | mit Tordurchfahrt, Putzfassade mit zwei Erkern und Balkons, bleiverglaste Treppenhausfenster, Kellerfenstergitter, Terrazzo und Mosaik im Eingangsbereich, baugeschichtlich von Bedeutung | 09262945 |
|                                         | Mietshaus in geschlossener Bebauung | Eilenburger Straße 49 (Karte) | 1909 (Mietshaus)                                                                                      | Putzfassade mit zwei Erkern und Balkons, farbig verglaste Treppenhausfenster, Terrazzo mit Mosaik und Stuck im Eingangsbereich, baugeschichtlich von Bedeutung | 09263350 |
|                                         | Mietshaus in geschlossener Bebauung | Eilenburger Straße 51 (Karte) | 1909 (Mietshaus)                                                                                      | Putzfassade mit zwei Kastenerkern und Balkons, farbig verglaste Treppenhausfenster, Stuck und Terrazzo im Eingangsbereich, baugeschichtlich von Bedeutung | 09263351 |
|                                         | Mietshaus in geschlossener Bebauung | Eilenburger Straße 53 (Karte) | 1909 (Mietshaus)                                                                                      | mit Tordurchfahrt, Putzfassade mit zwei Erkern und Balkons, Stuck und Terrazzo im Eingangsbereich, baugeschichtlich von Bedeutung | 09263352 |
| Direkt Bild zu diesem Denkmal hochladen | Einzeldenkmal der Sachgesamtheit Städtische Wohnanlage Holsteinstraße (Obj. 09305823, Carpzovstraße 3–30): zwei Mehrfamilienhauszeilen einer Wohnanlage, mit seitlichen Einfriedungsmauern | Fritz-Hanschmann-Straße 1; 2; 3; 4; 5; 6; 7; 8; 9; 10; 11; 12; 13; 14; 15; 16 (Karte) | um 1930 (Mehrfamilienwohnhaus)                                                                        | zweifarbige Putzfassade, im Stil der Moderne, baugeschichtlich von Bedeutung | 09263316 |
| Direkt Bild zu diesem Denkmal hochladen | Mietshaus in geschlossener Bebauung | Frommannstraße 3 (Karte) | um 1915 (Mietshaus)                                                                                   | Putzfassade mit zwei Erkern, Stuck und Fußbodenkacheln im Eingangsbereich, im Reformstil, baugeschichtlich von Bedeutung | 09291087 |
| Direkt Bild zu diesem Denkmal hochladen | Mietshaus in geschlossener Bebauung und Waschhaus im Hof | Frommannstraße 9 (Karte) | um 1890 (Mietshaus)                                                                                   | Putzfassade in Anlehnung an den Jugendstil, Stuck im Eingangsbereich, Windfangtür, Reste bleiverglaster Treppenhausfenster, baugeschichtlich von Bedeutung | 09291327 |
| Direkt Bild zu diesem Denkmal hochladen | Doppelmietshaus (mit Augustenstraße 13) in geschlossener Bebauung in Ecklage, mit Waschhaus im Hof | Frommannstraße 11 (Karte) | 1910 (Mietshaus)                                                                                      | Putzfassade mit Sandsteingliederung und Erker, Stuck und Marmor im Eingangsbereich, Reste bleiverglaster Treppenhausfenster, Reformstilarchitektur, baugeschichtlich von Bedeutung | 09291328 |
| Direkt Bild zu diesem Denkmal hochladen | Mietshaus in halboffener Bebauung | Frommannstraße 12 (Karte) | 1902 (Mietshaus)                                                                                      | Klinkerfassade, Stuck im Eingangsbereich, baugeschichtlich von Bedeutung | 09291329 |
| Direkt Bild zu diesem Denkmal hochladen | Mietshaus in geschlossener Bebauung in Ecklage | Frommannstraße 13 (Karte) | 1880 (Mietshaus)                                                                                      | historisierende Putzfassade, ehemals mit Eckladen, darüber Balkone mit schmiedeeisernen Gittern, baugeschichtlich von Bedeutung | 09291330 |
| Direkt Bild zu diesem Denkmal hochladen | Mietshaus in ehemals geschlossener Bebauung | Frommannstraße 15 (Karte) | 1878 (Mietshaus)                                                                                      | mit Tordurchfahrt, historisierende Putzfassade, geätzte Treppenhausfenster, Stuckgliederung in der Tordurchfahrt, baugeschichtlich von Bedeutung | 09291332 |
|                                         | Mietshaus in halboffener Bebauung | Fröschelstraße 1 (Karte) | 1897–1898 (Mietshaus)                                                                                 | Klinkerfassade, Stuck im Eingangsbereich, Windfangtür, baugeschichtlich von Bedeutung | 09293699 |
|                                         | Mietshaus in halboffener Bebauung | Fröschelstraße 2 (Karte) | 1895 (Mietshaus)                                                                                      | mit Tordurchfahrt, Klinkerfassade, Holzpaneele und Stuck in der Tordurchfahrt, baugeschichtlich von Bedeutung | 09293700 |
| Direkt Bild zu diesem Denkmal hochladen | Doppelmietshaus (mit Stötteritzer Straße 85) in geschlossener Bebauung in Ecklage | Fuchshainer Straße 1 (Karte) | 1920 (Doppelmietshaus)                                                                                | Putzfassade, farbig verglaste Treppenhausfenster, im traditionalistischen Stil, baugeschichtlich von Bedeutung | 09263308 |
| Direkt Bild zu diesem Denkmal hochladen | Mietshaus in ehemals halboffener Bebauung in Ecklage | Fuchshainer Straße 2 (Karte) | 1910 (Mietshaus)                                                                                      | mit Eckladen, Putzfassade mit Erkern und Balkons, Treppenhausfenster mit Resten farbiger Verglasung, Stuck und Wandkacheln mit Bildleiste im Eingangsbereich, im Reformstil, baugeschichtlich von Bedeutung | 09263356 |
| Direkt Bild zu diesem Denkmal hochladen | Vier Mietshäuser einer Wohnanlage | Fuchshainer Straße 3; 5; 7; 9 (Karte) | um 1920 (Mehrfamilienwohnhaus)                                                                        | Putzfassaden, im traditionalistischen Stil, baugeschichtlich von Bedeutung | 09263357 |
| Direkt Bild zu diesem Denkmal hochladen | Mietshaus in halboffener Bebauung | Fuchshainer Straße 4 (Karte) | um 1930 (Mietshaus)                                                                                   | Putzfassade mit Loggien, Wandfliesen im Innern, baugeschichtlich von Bedeutung | 09263358 |
| Direkt Bild zu diesem Denkmal hochladen | Mietshaus in geschlossener Bebauung | Fuchshainer Straße 6 (Karte) | um 1910/1915 (Mietshaus)                                                                              | Putzfassade, farbig verglaste Treppenhausfenster, Terrazzo im Eingangsbereich, Stuck und Wandkacheln im Eingangsbereich, Reformstil-Architektur, baugeschichtlich von Bedeutung | 09263359 |
| Direkt Bild zu diesem Denkmal hochladen | Mehrfamilienhaus einer Wohnanlage, mit Vorgarten | Fuchshainer Straße 8 (Karte) | 1926 (Mehrfamilienwohnhaus)                                                                           | Putzfassade, siehe auch Carpzovstraße 35/37 und Wolfshainer Straße 2, baugeschichtlich von Bedeutung | 09263812 |
| Direkt Bild zu diesem Denkmal hochladen | Einzeldenkmal der Sachgesamtheit Städtische Wohnanlage Holsteinstraße (Obj. 09305823, Carpzovstraße 3–30): Mehrfamilienhaus einer Wohnanlage, mit angebautem Nebengebäude (darin eine Wäschemangel), Torbogen und Motorradgaragen | Fuchshainer Straße 10 (Karte) | 1930 (Mehrfamilienwohnhaus)                                                                           | Putzfassade mit Klinkergliederung, im Stil der Moderne, baugeschichtlich von Bedeutung | 09263360 |
|                                         | Mietshaus in geschlossener Bebauung | Gerichtsweg 3 (Karte) | um 1895 (Mietshaus)                                                                                   | fünfgeschossiges Gebäude mit Hausdurchgang und Läden, historistische Klinkerfassade mit Erker, geätzte Treppenhausfenster, baugeschichtlich von Bedeutung | 09290130 |
| Direkt Bild zu diesem Denkmal hochladen | Druckereigebäude (Anschriften: Perthesstraße 3–3b und Gerichtsweg 5–5b/7–7b) | Gerichtsweg 5; 5a; 5b; 7; 7a; 7b (Karte) | 1898 (Druckereianlagenteil)                                                                           | dreiflügeliger und viergeschossiger Stahlbetonbau zwischen Perthesstraße und Gerichtsweg, als heute ältester Fabrikbau Deutschlands in Stahlbeton nach dem System Hennebique von Seltenheitswert und großer baugeschichtlicher Bedeutung, darüber hinaus als Zeugnis der bedeutenden Leipziger Druckindustrie auch von industriegeschichtlichem Wert | 09299317 |
|                                         | Mietshaus in geschlossener Bebauung | Geyerstraße 1 (Karte) | 1902 (Mietshaus)                                                                                      | mit Läden, Klinkerfassade, Stuck und Holztäfelung im Eingangsbereich, Treppenhausfenster mit Resten farbiger Bleiverglasung, baugeschichtlich von Bedeutung | 09293651 |
|                                         | Mietshaus in halboffener Bebauung | Geyerstraße 2 (Karte) | 1903 (Mietshaus)                                                                                      | Putzfassade mit Sandsteingliederung und Erker, bleiverglaste Treppenhausfenster, baugeschichtlich von Bedeutung | 09293652 |
|                                         | Mietshaus in geschlossener Bebauung | Geyerstraße 3 (Karte) | 1902 (Mietshaus)                                                                                      | Klinkerfassade, Treppenhausfenster mit Resten farbiger Bleiverglasung, Stuck und Holztäfelung im Eingangsbereich, Ausmalung im Treppenhaus, baugeschichtlich von Bedeutung | 09293653 |
|                                         | Mietshaus in halboffener Bebauung | Geyerstraße 4 (Karte) | 1901 (Mietshaus)                                                                                      | Klinkerfassade, Stuck im Eingangsbereich, baugeschichtlich von Bedeutung | 09293654 |
|                                         | Mietshaus in geschlossener Bebauung | Geyerstraße 5 (Karte) | 1902 (Mietshaus)                                                                                      | Putzfassade, Holztäfelung und Stuckreliefs im Eingangsbereich, Treppenhausfenster mit Resten farbiger Bleiverglasung, baugeschichtlich von Bedeutung | 09293655 |
|                                         | Mietshaus in geschlossener Bebauung | Geyerstraße 7 (Karte) | 1902 (Mietshaus)                                                                                      | Klinkerfassade, Terrazzo und Stuck im Eingangsbereich, bleiverglaste Treppenhausfenster, baugeschichtlich von Bedeutung | 09293656 |
|                                         | Mietshaus in geschlossener Bebauung in Ecklage | Geyerstraße 9 (Karte) | 1902–1903 (Mietshaus)                                                                                 | mit Eckladen, historisierende Putzfassade, Schablonenmalerei im Art-Déco-Stil im Treppenhaus, bleiverglaste Treppenhausfenster, baugeschichtlich von Bedeutung | 09293657 |
| Direkt Bild zu diesem Denkmal hochladen | Handschwengelpumpe mit Brunnenschacht und Abdeckplatte | Göschenstraße (Karte) | 1906 (Handschwengelpumpe)                                                                             | vor Nummer9, Typ Delphin, ortsgeschichtlich von Bedeutung | 09294891 |
|                                         | Mietshaus in ehemals geschlossener Bebauung | Göschenstraße 3 (Karte) | 1894 (Mietshaus)                                                                                      | historistische Putzfassade, Holztäfelung und Windfangtür mit geätzter Verglasung im Eingangsbereich, baugeschichtlich von Bedeutung | 09290139 |
|                                         | Teil eines Doppelmietshauses (mit Täubchenweg 18) in geschlossener Bebauung in Ecklage | Göschenstraße 5 (Karte) | 1894 (Teil eines Doppelmietshauses)                                                                   | Putzfassade mit Eckerker, Stuck und Wandgliederung im Eingangsbereich, im Stil des Historismus, baugeschichtlich von Bedeutung | 09263783 |
| Direkt Bild zu diesem Denkmal hochladen | Mietshaus in geschlossener Bebauung in Ecklage | Göschenstraße 9 (Karte) | um 1910/1915 (Mietshaus)                                                                              | Putzfassade mit Erkern, turmartige Eckbetonung, Reste bleiverglaster Treppenhausfenster, Flachreliefs im Eingangsbereich, Reformstil-Architektur, baugeschichtlich von Bedeutung | 09290932 |
| Direkt Bild zu diesem Denkmal hochladen | Mietshaus in ehemals geschlossener Bebauung | Göschenstraße 11 (Karte) | um 1910/1915 (Mietshaus)                                                                              | Putzfassade mit zwei Erkern, Marmor und Stuck im Eingangsbereich, im Reformstil der Zeit um 1910, baugeschichtlich von Bedeutung | 09290933 |
| Direkt Bild zu diesem Denkmal hochladen | Mietshaus in geschlossener Bebauung | Göschenstraße 12 (Karte) | 1912 (Mietshaus)                                                                                      | Putzfassade mit zwei Erkern, reicher Stuck im Eingangsbereich, baugeschichtlich von Bedeutung | 09290934 |
| Direkt Bild zu diesem Denkmal hochladen | Mietshaus in geschlossener Bebauung | Göschenstraße 14 (Karte) | 1902 (Mietshaus)                                                                                      | Klinker-Putz-Fassade mit Sandsteingliederung und zwei Erkern, Stuckreliefs im Eingangsbereich, baugeschichtlich von Bedeutung | 09290935 |
|                                         | Mietshaus in geschlossener Bebauung | Harnackstraße 2 (Karte) | um 1885 (Mietshaus)                                                                                   | historisierende Putzfassade, baugeschichtlich von Bedeutung | 09262919 |
|                                         | Mietshaus in geschlossener Bebauung | Harnackstraße 3 (Karte) | um 1890 (Mietshaus)                                                                                   | Putzfassade, geätzte Treppenhausfenster, baugeschichtlich von Bedeutung | 09263361 |
|                                         | Mietshaus in geschlossener Bebauung | Harnackstraße 4 (Karte) | um 1885 (Mietshaus)                                                                                   | mit Tordurchfahrt, ehemals mit Läden, wohl vereinfachte Putzfassade, ehemals einige Jalousieblenden, vier originale Dachausbauten, Stuckgliederung und Malerei in der Tordurchfahrt, baugeschichtlich von Bedeutung | 09299070 |
|                                         | Mietshaus in geschlossener Bebauung | Harnackstraße 5 (Karte) | um 1895 (Mietshaus)                                                                                   | Klinkerfassade, Windfangtür mit geätztem Glas, Holzpaneele im Treppenhaus, im Stil des Historismus, baugeschichtlich von Bedeutung | 09263363 |
|                                         | Mietshaus in geschlossener Bebauung und Hinterhaus | Harnackstraße 6 (Karte) | 1889 (Mietshaus)                                                                                      | historisierende Putzfassade, Rückseite mit Putzgliederung, Windfangtür, Wandgliederung im Eingangsbereich, baugeschichtlich von Bedeutung | 09263362 |
|                                         | Mietshaus in geschlossener Bebauung | Harnackstraße 7 (Karte) | 1895–1900 (Mietshaus)                                                                                 | historisierende Putzfassade, Haustür mit farbigem Oberlicht, Stuck im Eingangsbereich, baugeschichtlich von Bedeutung | 09263364 |
|                                         | Mietshaus in geschlossener Bebauung in Ecklage | Harnackstraße 9 (Karte) | 1899 (Mietshaus)                                                                                      | Klinkerfassade mit Eckerker, im Innern Windfangtür, geätzte Treppenhausfenster, Stuck im Eingangsbereich, baugeschichtlich von Bedeutung | 09263365 |
|                                         | Mietshaus in halboffener Bebauung, mit seitlicher Garage | Harnackstraße 10 (Karte) | um 1885/1895 (Mietshaus)                                                                              | historisierende Klinkerfassade, reicher Stuckdekor, baugeschichtlich von Bedeutung | 09262918 |
| Direkt Bild zu diesem Denkmal hochladen | Mietshaus in halboffener Bebauung, mit Hofpflasterung | Heinrichstraße 1 (Karte) | um 1865 und 1870er Jahre (Mietshaus)                                                                  | mit Hausdurchgang, Putzfassade, Windfangtür, Holzpaneele im Eingangsbereich, baugeschichtlich von Bedeutung | 09294292 |
| Direkt Bild zu diesem Denkmal hochladen | Mietshaus in halboffener Bebauung in Ecklage | Heinrichstraße 1a (Karte) | um 1900 (Mietshaus)                                                                                   | mit Läden, Putzfassade mit Sandsteingliederung und Eckerker, baugeschichtlich von Bedeutung | 09294293 |
| Direkt Bild zu diesem Denkmal hochladen | Mietshaus in geschlossener Bebauung | Heinrichstraße 2 (Karte) | 1936 (Mietshaus)                                                                                      | siehe auch Dresdner Straße 56 und 58, Putzfassade im traditionalistischen Stil, baugeschichtlich von Bedeutung | 09294294 |
| Direkt Bild zu diesem Denkmal hochladen | Mietshaus in geschlossener Bebauung | Heinrichstraße 3 (Karte) | 1861 (Mietshaus)                                                                                      | Putzfassade mit Sandsteingliederung, mit Laden, baugeschichtlich von Bedeutung | 09294295 |
| Direkt Bild zu diesem Denkmal hochladen | Festsaal und Kinogebäude | Heinrichstraße 6 (Karte) | 1870er Jahre (Kino)                                                                                   | siehe auch Dresdner Straße 56/58, historisierende Putzfassade, baugeschichtlich und ortsgeschichtlich von Bedeutung | 09294296 |
| Direkt Bild zu diesem Denkmal hochladen | Fabrikgebäude in rückwärtiger Lage und Waschhaus | Heinrichstraße 14 (Karte) | 1882 (Fabrik), 1876 (Waschhaus)                                                                       | Klinkerfassade, ehemals Druckmaschinenwerk, ortsgeschichtlich von Bedeutung Erhalten geblieben auf dem ehemaligen Wohn- und Gewerbegrundstück Reudnitzer Flur sind das zweigeschossige Werkstattgebäude aus der Erbauungszeit 1881/1882 und ein zeitgleich mit dem Wohnhaus 1869 beantragtes, zwischen 1870 und 1876 erbautes und 1904 zu vergrößern gedachtes Waschhaus. Auf dem Grundstück stand bis zu seinem Abbruch ein Wohngebäude, mit acht Achsen, drei Geschosse und schiefergedeckter Mansarde. Bauherr und Ausführender war der Maurermeister Christian Carl Germanus junior aus Stünz. Im Parterre und den beiden Stockwerken darüber lagen jeweils zwei unterschiedlich große Wohnungen, die ebenerdigen Mietbereiche gerieten wegen einer hier eingefügten Gebäudedurchfahrt etwas kleiner. Am 26. April 1871 fand die Schlussbauabnahme statt – gut zehn Jahre später die Antragstellung für ein Werkstatt- und Wohngebäude im Hof. Wegen behördlicher Vorbehalte wurde folgend auf den Einbau der zunächst begehrten Wohnung verzichtet. Bauherr war die in der Kreuzstraße 7 ansässige Maschinenfabrik C. Gustav Eckardt. 1882 wurden die Pläne federführend von Zimmermeister W. F. Wenck umgesetzt. Für Sommer 1888 ist die Pflasterung des Fußweges mit Trottoirplatten aus Granit und die der Einfahrt mit bossierten Steinen aktenkundig. Die Maschinenfabrik G. Eckardt warb in dieser Zeit für ihre Produkte: Hilfs-Maschinen für Buch- und Steindruck etc. sowie Marmor- und Terrazzo-Schleiferei-Arbeiten. 1904 befanden sich zwei Contorräume, Lager und eine Waschküche im Erdgeschoss des Vorderhauses. Das Fabrikgebäude bestand aus zwei Teilen, einer zweigeschossigen Werkstatt mit Fassade zum Hof und einem nur eingeschossigen Gebäudeteil dahinter. Dieser sollte 1906 aufgestockt werden und damit eine einheitliche Höhe mit dem vorderen Teil erhalten. Als Bauherren sind der Techniker Max Richard Eckardt und der Kaufmann Carl Gustav Eckardt genannt, für die Umsetzung vorgesehen war das Unternehmen der Baumeister Meißner & Miersch. Da diesbezüglich keine Genehmigung erteilt wurde und auch ein geänderter Antrag 1907 keine behördliche Zustimmung erhielt, äußerte Carl Eckardt 1908 das Ansinnen, „einen großen Teil meines Fabrikgebäudes zu unterkellern“. Statik und Pläne tragen die Unterschrift des Architekten Hermann Knaus aus Leipzig-Lindenau. Nach Schlussprüfung des Umbaus im gleichen Jahr fügte die Maschinenfabrik J. G. Schelter & Giesecke aus Plagwitz im Gebäude einen Transmissionsaufzug für Waren ein. Pläne des Architekten Heinz Lutze von 1960, das Vorderhaus neu zu verputzen und zu sanieren sowie das Dach abzutragen, erfuhren keine Umsetzung. Das Wohnhaus kam nach 1960 zum Abriss. Prägend für das Fabrikationsgebäude ist die dunkelgelbe Sichtklinkerfassade, weniger erfreulich sind die blendend weißen Kunststofffenster. Dennoch markiert das Hofgebäude die typische Verbindung von Wohnen und Arbeiten in Reudnitz, legt ein beredtes baugeschichtliches Zeugnis ab. LfD/2019 | 09294297 |
| Direkt Bild zu diesem Denkmal hochladen | Wohnhaus in halboffener Bebauung, mit Vorgarten | Heinrichstraße 18 (Karte) | 1890er Jahre (Wohnhaus)                                                                               | in rückwärtiger Grundstückslage, in Art einer Villa, Putzfassade, Marmorwandverkleidung und Marmorstufen im Eingangsbereich, Windfangtür mit geätztem Glas, baugeschichtlich und ortsentwicklungsgeschichtlich von Bedeutung | 09294298 |
|                                         | Mietshaus in geschlossener Bebauung | Heinrichstraße 25 (Karte) | 1902 (Mietshaus)                                                                                      | mit Tordurchfahrt, Putzfassade, Zierfachwerk über der Tordurchfahrt, im Innern Windfangtür, baugeschichtlich von Bedeutung | 09294300 |
| Direkt Bild zu diesem Denkmal hochladen | Turnhalle in halboffener Bebauung und daran angebautes Wohnhaus im Hof, mit seitlicher Toreinfahrt | Heinrichstraße 33 (Karte) | bezeichnet 1888 (Turnhalle)                                                                           | Wohnhaus Putzfassade, Turnhalle reich gegliederte Klinkerfassade im Stil des Historismus, mit originalem Hoftor, baugeschichtlich und ortsgeschichtlich von Bedeutung | 09294302 |
| Direkt Bild zu diesem Denkmal hochladen | Mietshaus in geschlossener Bebauung | Heinrichstraße 34 (Karte) | 1874–1875 (Miethaus)                                                                                  | mit Tordurchfahrt, Putzfassade, spätklassizistischer Wohnhausbau kurz nach der Reichsgründung, bauliches Zeugnis der Ortsteilentwicklung | 09262897 |
| Direkt Bild zu diesem Denkmal hochladen | Mietshaus in geschlossener Bebauung | Heinrichstraße 35 (Karte) | 1912–1913 (Mietshaus)                                                                                 | Putzfassade mit Sandsteingliederung, breiter Mittelerker, im Reformstil, baugeschichtlich von Bedeutung | 09294303 |
| Direkt Bild zu diesem Denkmal hochladen | Mietshaus in geschlossener Bebauung | Heinrichstraße 36 (Karte) | 1875–1877 (Mietshaus)                                                                                 | Putzfassade, Stuck im Eingangsbereich, baugeschichtlicher und ortsteilentwicklungsgeschichtlicher Wert Die Herren Steinmetzmeister Gustav Damm und Maurermeister Gustav Vogel begannen als Bauherr bzw. Ausführender den Wohnhausbau 1875, der unter dem neuen Grundstücksbesitzer Christian Eduard Pfaffendorf im Sommer 1877 vollendet werden konnte. Ein Jahr nach der 1894 erfolgten Übernahme des Areals durch die Aktien-Bierbrauerei zu Leipzig-Gohlis erging der Bauantrag zur Einrichtung einer Restauration und Anbau eines Gesellschaftszimmers im Hof, wofür Zeichnungen von Architekt Curt Nebel dem ausführenden Maurermeister W. Eichler an die Hand gegeben wurden. Erweiterungen der Gastwirtschaft waren 1912 und 1930 beabsichtigt, 1965/1966 ist die Einrichtung eines Faßeinwurfes in Eigenleistung bezeugt. Sanierung und Balkonanbau in den Jahren 1998/1999 fußen auf Plänen von Bauingenieur Axel Gödicke. Das viergeschossige Gebäude besitzt ein Mansarddach mit veränderten Gauben, eine von jeglichem Stuckdekor sowie Putznutungen befreite Putzfassade und einen heute verputzten Gebäudesockel. Recht zusammenhanglos stehen in den beiden mittleren Etagen die ihrer unmittelbaren Beziehung bzw. Überleitung durch Stuckdekorplatten zu den Fenstern beraubten Verdachungen aus der Fassade, ist mit Ausnahme der zweiflügligen Haustür nichts mehr von der fein strukturierten spätklassizistischen Fassade ablesbar. Teile der Ausstattung haben sich wohl erhalten. Der frühe Gründerzeitbau ist von baugeschichtlichem Interesse. LfD/2016, 2019 | 09262898 |
| Direkt Bild zu diesem Denkmal hochladen | Wohnhaus in geschlossener Bebauung | Heinrichstraße 37 (Karte) | um 1860 (Wohnhaus)                                                                                    | vereinfachte Putzfassade, vorgründerzeitliche Bebauung, Fabrikgebäude im Hof kein Denkmal, ortsentwicklungsgeschichtlich von Bedeutung | 09290806 |
|                                         | Mietshaus in geschlossener Bebauung in Ecklage | Heinrichstraße 38 (Karte) | 1896 (Mietshaus)                                                                                      | ehemals mit Eckladen, Klinkerfassade, baugeschichtlich von Bedeutung | 09290202 |
|                                         | Mietshaus in geschlossener Bebauung | Heinrichstraße 40 (Karte) | 1896 (Mietshaus)                                                                                      | mit Hausdurchgang, historisierende Klinkerfassade, baugeschichtlich von Bedeutung | 09290203 |
| Direkt Bild zu diesem Denkmal hochladen | Wohnhaus in geschlossener Bebauung und in Ecklage | Heinrichstraße 41 (Karte) | um 1870 (Wohnhaus)                                                                                    | Putzfassade mit Sandsteingliederung, ehemals mit Gaststätte, vorgründerzeitliche Bebauung, ortsentwicklungsgeschichtlich von Bedeutung | 09294304 |
|                                         | Mietshaus in geschlossener Bebauung | Heinrichstraße 42 (Karte) | 1890 (Mietshaus)                                                                                      | historisierende Putzfassade, baugeschichtlich von Bedeutung | 09290204 |
|                                         | Schulgebäude (unter zwei Hausnummern), mit Einfriedung und Vorgarten | Heinrichstraße 43; 45 (Karte) | 1880 (Schule)                                                                                         | Putzfassade mit Klinkergliederung, baugeschichtlich und ortsgeschichtlich von Bedeutung | 09294306 |
|                                         | Mietshaus in halboffener Bebauung | Heinrichstraße 49 (Karte) | 1895 (Mietshaus)                                                                                      | mit Hausdurchgang, Putzfassade mit Sandsteingliederung, Windfangtür im Innern, baugeschichtlich von Bedeutung | 09294307 |
|                                         | Mietshaus in geschlossener Bebauung | Heinrichstraße 51 (Karte) | 1887 (Mietshaus)                                                                                      | Klinkerfassade, im Innern Windfangtür mit geätztem Oberlicht, baugeschichtlich von Bedeutung | 09294308 |
|                                         | Mietshaus in ehemals geschlossener Bebauung | Hofer Straße 3 (Karte) | um 1910 (Mietshaus)                                                                                   | mit Läden, zeittypische Putzfassade, Ladenfront original, baugeschichtlich von Bedeutung | 09263373 |
|                                         | Mietshaus in ehemals geschlossener Bebauung | Hofer Straße 4 (Karte) | um 1895 (Mietshaus)                                                                                   | mit Läden, Klinkerfassade, baugeschichtlich von Bedeutung | 09263790 |
|                                         | Mietshaus in geschlossener Bebauung | Hofer Straße 5 (Karte) | 1914–1915 (Mietshaus)                                                                                 | ehemals mit Läden, Putzfassade mit Holzbalkons, farbige Treppenhausfenster, baugeschichtlich von Bedeutung | 09263374 |
|                                         | Mietshaus in halboffener Bebauung in Ecklage | Hofer Straße 6 (Karte) | um 1895 (Mietshaus)                                                                                   | ehemals mit Eckgaststätte, mit Läden, Klinkerfassade, Stuck im Eingangsbereich, Ausmalung im Treppenhaus, baugeschichtlich von Bedeutung | 09263791 |
|                                         | Mietshaus in geschlossener Bebauung | Hofer Straße 7 (Karte) | 1910/1915 (Miethaus)                                                                                  | Mietshaus in geschlossener Bebauung; ehemals mit Läden, Putzfassade mit Holzbalkons, baugeschichtlichvon Bedeutung | 09263795 |
| Weitere Bilder                          | Einzeldenkmal der Sachgesamtheit Meyersche Häuser Reudnitz (Obj. 09305839, Hofer Straße 8–64a): 57 Mehrfamilienhäuser einer Wohnanlage, mit Toreinfahrten und Gedenkstein hinter Nr. 30 in der Grünanlage für den Stifter Hermann Julius Meyer sowie Garagengebäude bei Nr. 28a | Hofer Straße 8; 10; 10a; 12; 12a; 14; 14a; 16; 16a; 18; 18a; 20; 20a; 22; 22a; 24; 24a; 26; 26a; 28; 28a; 30; 30a; 32; 32a; 34; 34a; 36; 36a; 38; 38a; 40; 40a; 42; 42a; 44; 44a; 46; 46a; 48; 48a; 50; 50a; 52; 52a; 54; 54a; 56; 56a; 58; 58a; 60; 60a; 62; 62a; 64; 64a (Karte) | 1903 (Mehrfamilienwohnhaus), 1909 (Gedenkstein)                                                       | Eckbetonung durch Türme, Putz-Klinker-Fassaden, Bruchsteinsockel, Zeilenbebauung, auf Initiative des Verlegers Herrmann Julius Meyer (1826–1909) entstandene Wohnanlage des »Vereins zur Erbauung billiger Wohnungen«, Planung durch den Architekten Max Pommer, zur Realisierung seiner sozialreformerischen Bauprojekte von Meyer bevorzugt herangezogen, baugeschichtlich, ortsgeschichtlich und sozialgeschichtlich von Bedeutung | 09263160 |
| Direkt Bild zu diesem Denkmal hochladen | Sachgesamtheit Meyersche Häuser Reudnitz, mit folgenden Einzeldenkmalen: 57 Mehrfamilienhäuser einer Wohnanlage, mit Toreinfahrten und Gedenkstein hinter Nr. 30 in der Grünanlage für den Stifter Hermann Julius Meyer sowie Garagengebäude bei Nr. 28a (Obj. 09263160, Hofer Straße 8–64a) und Grünflächen | Hofer Straße 8; 10; 10a; 12; 12a; 14; 14a; 16; 16a; 18; 18a; 20; 20a; 22; 22a; 24; 24a; 26; 26a; 28; 28a; 30; 30a; 32; 32a; 34; 34a; 36; 36a; 38; 38a; 40; 40a; 42; 42a; 44; 44a; 46; 46a; 48; 48a; 50; 50a; 52; 52a; 54; 54a; 56; 56a; 58; 58a; 60; 60a; 62; 62a; 64; 64a (Karte) | 1903 (Wohnanlage)                                                                                     | Eckbetonung durch Türme, Putz-Klinker-Fassaden, Bruchsteinsockel, Zeilenbebauung, auf Initiative des Verlegers Herrmann Julius Meyer (1826–1909) entstandene Wohnanlage des »Vereins zur Erbauung billiger Wohnungen«, Planung durch den Architekten Max Pommer, der zur Realisierung seiner sozialreformerischen Bauprojekte von Meyer bevorzugt herangezogen wurde, baugeschichtlich, ortsgeschichtlich und sozialgeschichtlich von Bedeutung | 09305839 |
|                                         | Mietshaus in geschlossener Bebauung | Hofer Straße 9 (Karte) | um 1910/1915 (Mietshaus)                                                                              | mit Läden, Putzfassade, farbig verglaste Wohnungstüren und Treppenhausfenster, im Reformstil, baugeschichtlich von Bedeutung | 09263375 |
|                                         | Mietshaus in halboffener Bebauung in Ecklage, mit Vorgarten an der Wolfshainer Straße | Hofer Straße 11 (Karte) | bezeichnet 1911 (Mietshaus)                                                                           | mit Laden, Putzfassade mit Erkern, bleiverglaste Treppenhausfenster, Reformstil-Architektur, baugeschichtlich von Bedeutung | 09263376 |
|                                         | Mehrfamilienhäuser einer Wohnanlage | Hofer Straße 13; 15; 17 (Karte) | 1912 (Mehrfamilienwohnhaus)                                                                           | siehe auch Wolfshainer Straße 3 und Max-Pommer-Straße 4, Putzfassade, baugeschichtlicher Wert als Zeugnis des sozialen Wohnungsbaus vor dem Ersten Weltkrieg | 09263874 |
|                                         | Mehrfamilienhäuser einer Wohnanlage, mit Vorgarten und Hofgrün | Hofer Straße 19; 21; 23; 25; 31 (Karte) | um 1925 (Mehrfamilienwohnhaus)                                                                        | Putzfassade mit Klinkergliederung um die Haustür, im traditionalistischen Stil, Häuser Nummer 27 und 29 vermutlich kriegszerstört, baugeschichtlich von Bedeutung | 09263794 |
| Direkt Bild zu diesem Denkmal hochladen | Einzeldenkmal der Sachgesamtheit Städtische Wohnanlage Holsteinstraße (Obj. 09305823, Carpzovstraße 3–30): Mehrfamilienhaus einer Wohnanlage | Hofer Straße 33 (Karte) | um 1928 (Mehrfamilienwohnhaus)                                                                        | Putzfassade mit Klinkergliederung, siehe auch Hofer Straße 39, im Stil der Moderne, baugeschichtlich von Bedeutung | 09263157 |
|                                         | Mietshaus in geschlossener Bebauung | Hofer Straße 35 (Karte) | 1911 (Mietshaus)                                                                                      | mit Laden, Putzfassade, farbige Treppenhausfenster, Stuck im Eingangsbereich, baugeschichtlich von Bedeutung Der Bauunternehmer Oswald Hähnel fungierte als ausführender Bauherr, der zudem Leitung und die statischen Berechnungen übernahm. Zwischen März und September 1911 entstand das viergeschossige Wohngebäude mit undekorierter, nur durch Putzstrukturen gegliederter Reformstilfassade. Im Erdgeschoss waren neben einer Wohnung auch eine Ladenwohnung eingerichtet, im Keller ein Wirtschaftsdurchgang, in den oberen Geschossen jeweils drei Wohnungen. Erst 1929 kam eine Dachwohnung nach Entwurf von Architekt Lange zur Einrichtung, 1946 wurde eine zweite Dachwohnung genehmigt (Planzeichnungen von Architekt Max Schönfeld), vermutlich aber nicht eingebaut. Im Juli 1993 kam die Baufreigabe zur Ausreichung für die Sanierung und einen weiteren Dachgeschossausbau. Durch den Einbau einer neuen Ladenfront sowie sämtlicher Fenster aus Kunststoff hat die elegante, in die Fläche konzipierte Putzfassade ihre Wirkung weitgehend eingebüßt. Erhalten ist die historische Hauseingangstür. Baugeschichtlich bedeutsamer Mietwohnungsbau im Planungsgebiet, gegenüber der bemerkenswerten Anlage Meyersche Häuser gelegen. LfD/2014 | 09263377 |
|                                         | Mietshaus in geschlossener Bebauung | Hofer Straße 37 (Karte) | 1915 (Mietshaus)                                                                                      | Putzfassade, farbige Treppenhausfenster, Stuck im Eingangsbereich, baugeschichtlich von Bedeutung | 09290761 |
| Direkt Bild zu diesem Denkmal hochladen | Einzeldenkmal der Sachgesamtheit Städtische Wohnanlage Holsteinstraße (Obj. 09305823, Carpzovstraße 3–30): Mehrfamilienhaus einer Wohnanlage | Hofer Straße 39 (Karte) | um 1928 (Mehrfamilienwohnhaus)                                                                        | Putzfassade mit Klinkergliederung, siehe auch Hofer Straße 33, im Stil der Moderne, baugeschichtlich von Bedeutung | 09263382 |
| Direkt Bild zu diesem Denkmal hochladen | Einzeldenkmal der Sachgesamtheit Städtische Wohnanlage Holsteinstraße (Obj. 09305823, Carpzovstraße 3–30): Doppelmietshaus einer Wohnanlage, mit seitlicher Einfriedungsmauer und Vorgarten | Hofer Straße 41; 43 (Karte) | um 1930 (Doppelmietshaus)                                                                             | Putzfassade mit Klinkergliederung, im Stil der Moderne, baugeschichtlich von Bedeutung | 09293079 |
| Direkt Bild zu diesem Denkmal hochladen | Einzeldenkmal der Sachgesamtheit Wohnanlage Anger-Crottendorf der Baugenossenschaft Festbesoldeter (Obj. 09305843, Nerchauer Straße 1–6): fünf Mehrfamilienhäuser einer Wohnanlage | Hofer Straße 51; 53; 55; 57; 59 (Karte) | 1915 (Mehrfamilienwohnhaus)                                                                           | Putzfassade, siehe auch Nerchauer Straße 4, Reformstil-Architektur, baugeschichtlich, sozialhistorisch und städtebaulich von Bedeutung, Zeugnis des genossenschaftlichen Wohnungsbaus in Leipzig | 09263870 |
| Weitere Bilder                          | Einzeldenkmal der Sachgesamtheit Wohnanlage Anger-Crottendorf der Baugenossenschaft Festbesoldeter (Obj. 09305843, Nerchauer Straße 1–6): fünf Mehrfamilienhäuser einer Wohnanlage | Hofer Straße 84; 86; 88; 90; 92 (Karte) | 1911–1913 (Mehrfamilienwohnhaus)                                                                      | dazugehörig Oststraße 93/95 und Nerchauer Straße 5/6, Putzfassade, Reformstil-Architektur, baugeschichtlich, sozialhistorisch und städtebaulich von Bedeutung, Zeugnis des genossenschaftlichen Wohnungsbaus in Leipzig | 09263869 |
|                                         | Mietshaus in geschlossener Bebauung | Holsteinstraße 7 (Karte) | um 1910 (Mietshaus)                                                                                   | historisierende Klinkerfassade, Haustür mit farbig verglastem Oberlicht, farbige Treppenhausfenster, baugeschichtlich von Bedeutung | 09263366 |
|                                         | Mietshaus in geschlossener Bebauung | Holsteinstraße 9 (Karte) | um 1910 (Mietshaus)                                                                                   | Klinkerfassade, farbig verglaste Treppenhausfenster, Stuck und Gemälde im Eingangsbereich, Windfangtür, baugeschichtlich von Bedeutung | 09263367 |
|                                         | Mietshaus in geschlossener Bebauung | Holsteinstraße 11 (Karte) | um 1910 (Mietshaus)                                                                                   | Klinkerfassade, farbige Treppenhausfenster, Stuck im Eingangsbereich, baugeschichtlich von Bedeutung | 09263368 |
|                                         | Mietshaus in geschlossener Bebauung | Holsteinstraße 13 (Karte) | um 1910 (Mietshaus)                                                                                   | Klinkerfassade, farbig verglaste Treppenhausfenster, Stuck im Eingangsbereich, baugeschichtlich von Bedeutung | 09263369 |
|                                         | Mietshaus in halboffener Bebauung und in Ecklage, mit rückwärtiger Einfriedung an der Lipsiusstraße | Holsteinstraße 15 (Karte) | 1912 (Mietshaus)                                                                                      | mit Eckladen, helle Klinkerfassade mit Erkern und Holzbalkons, farbig verglaste Treppenhausfenster, im Reformstil, baugeschichtlich von Bedeutung | 09263370 |
| Direkt Bild zu diesem Denkmal hochladen | Einzeldenkmal der Sachgesamtheit Städtische Wohnanlage Holsteinstraße (Obj. 09305823, Carpzovstraße 3–30): fünf Mehrfamilienhauszeilen einer Wohnanlage, mit Einfriedungsmauern und Vorgärten | Holsteinstraße 17; 19; 21; 23; 25; 27; 29; 31; 33; 34; 35; 36; 37; 38; 39; 40; 41; 42; 43; 44; 45; 47; 48; 49; 50; 51; 52; 53; 54; 55; 56; 57; 58; 59; 60; 61; 63 (Karte) | 1928–1929 (Mehrfamilienwohnhaus, Nummer 29–39, 34–44, 1929–1930) (Mehrfamilienwohnhaus, Nummer 17–27) | Putzfassade mit Klinkergliederung, Tordurchfahrt (bei Nummer 43) zum Nobbeweg, im Stil der Moderne, baugeschichtlich von Bedeutung | 09263372 |
|                                         | Mietshaus einer Wohnanlage, mit Einfriedung und Vorgarten | Holsteinstraße 24 (Karte) | um 1925/1930 (Mehrfamilienwohnhaus)                                                                   | siehe auch Lipsiusstraße 18–24, Putzfassade im Art-déco-Stil, baugeschichtlich von Bedeutung | 09263871 |
|                                         | Mietshaus in geschlossener Bebauung, mit Einfriedung und Vorgarten | Holsteinstraße 26 (Karte) | 1913 (Mietshaus)                                                                                      | Putzfassade, Malerei und Stuck im Eingangsbereich, im Reformstil, baugeschichtlich von Bedeutung | 09262877 |
|                                         | Mietshaus in geschlossener Bebauung, mit Einfriedung und Vorgarten | Holsteinstraße 28 (Karte) | um 1915 (Mietshaus)                                                                                   | Putzfassade, im Reformstil der Zeit um 1910, baugeschichtlich von Bedeutung | 09263784 |
| Weitere Bilder                          | Mietshaus einer Wohnanlage, mit Vorgarten und Einfriedung | Holsteinstraße 30 (Karte) | 1930 (Mehrfamilienwohnhaus)                                                                           | siehe auch Nummer 32, Putzfassade im Art-déco-Stil, baugeschichtlich von Bedeutung | 09263371 |
|                                         | Mietshaus einer Wohnanlage, mit seitlicher Toreinfahrt | Holsteinstraße 32 (Karte) | 1930 (Mehrfamilienwohnhaus)                                                                           | siehe auch Nummer 30, ehemals mit Laden, Putzfassade im Art-déco-Stil, baugeschichtlich bedeutsam | 09264985 |
| Direkt Bild zu diesem Denkmal hochladen | Taxirufsäule | Johannisallee 20 (vor) (Karte) | um 1970 (Telefonzelle)                                                                                | vor Haus Nr. 20, Rufsäule eines Taxi-Standplatzes in Ecklage Prager Straße, | 09262917 |
| Weitere Bilder                          | Mietshaus in halboffener Bebauung | Johannisallee 1 (Karte) | um 1900 (Mietshaus)                                                                                   | mit Tordurchfahrt, Klinkerfassade, Glasmalerei im Oberlicht der Haustür, baugeschichtlich von Bedeutung | 09291809 |
|                                         | Mietshaus in halboffener Bebauung und in Ecklage | Johannisallee 2 (Karte) | 1889–1890 (Mietshaus)                                                                                 | Putzfassade mit Eckerker, Stuck und Holzpaneele im Eingangsbereich, städtebaulich von Bedeutung | 09290257 |
|                                         | Mietshaus in geschlossener Bebauung | Johannisallee 3 (Karte) | um 1895 (Mietshaus)                                                                                   | historisierende Putzfassade, geätzte Treppenhausfenster, baugeschichtlich von Bedeutung | 09291810 |
|                                         | Mietshaus in geschlossener Bebauung | Johannisallee 4 (Karte) | 1889–1891 (Mietshaus)                                                                                 | mit Tordurchfahrt, Putzfassade mit zwei Erkern, baugeschichtlich von Bedeutung | 09290258 |
|                                         | Mietshaus in geschlossener Bebauung (bauliche Einheit mit Nr. 7) | Johannisallee 5 (Karte) | um 1895 (Mietshaus)                                                                                   | Putzfassade mit Erker, Windfangtür und Stuck im Eingangsbereich, baugeschichtlich von Bedeutung | 09291811 |
|                                         | Mietshaus in halboffener Bebauung in Ecklage (bauliche Einheit mit Nr. 5) | Johannisallee 7 (Karte) | um 1895 (Mietshaus)                                                                                   | mit Laden, Putzfassade mit Erker, Stuck und Fußbodenkacheln im Eingangsbereich, baugeschichtlich von Bedeutung | 09291812 |
|                                         | Mietshaus in geschlossener Bebauung | Johannisallee 9 (Karte) | um 1900 (Mietshaus)                                                                                   | Klinker-Sandstein-Fassade mit Erker, teilweise bleiverglaste Treppenhausfenster, baugeschichtlich von Bedeutung | 09291813 |
|                                         | Mietshaus in halboffener Bebauung | Johannisallee 10 (Karte) | 1889–1890 (Mietshaus)                                                                                 | historisierende Putzfassade, geätzte Treppenhausfenster, baugeschichtlich von Bedeutung | 09290259 |
|                                         | Mietshaus in geschlossener Bebauung | Johannisallee 11 (Karte) | 1899–1900 (Mietshaus)                                                                                 | bemerkenswertes Jugendstilgebäude, Architekt: Paul Möbius, Klinker-Sandstein-Fassade mit Erker, Prägetapete im Treppenhaus, künstlerisch und baugeschichtlich von Bedeutung | 09291814 |
|                                         | Mietshaus in geschlossener Bebauung | Johannisallee 12 (Karte) | 1889–1891 (Mietshaus)                                                                                 | historisierende Putzfassade, geätzte Treppenhausfenster, baugeschichtlich von Bedeutung | 09290260 |
|                                         | Mietshaus in geschlossener Bebauung | Johannisallee 14 (Karte) | 1889–1890 (Mietshaus)                                                                                 | Putzfassade, Stuck im Eingangsbereich, Schablonenmalerei im Treppenhaus, baugeschichtlich von Bedeutung | 09290261 |
|                                         | Mietshaus in geschlossener Bebauung | Johannisallee 16 (Karte) | 1889–1890 (Mietshaus)                                                                                 | mit Laden, Putzfassade, geätzte Treppenhausfenster, Stuckdecke im Eingangsbereich, baugeschichtlich von Bedeutung | 09290262 |
|                                         | Mietshaus in geschlossener Bebauung | Johannisallee 18 (Karte) | 1889–1891 (Mietshaus)                                                                                 | Putzfassade, Stuckdecke im Eingangsbereich, baugeschichtlich von Bedeutung | 09290263 |
|                                         | Geschäftshaus in geschlossener Bebauung in Ecklage | Johannisallee 20 (Karte) | 1913–1914 (Geschäftshaus)                                                                             | Klinkerfassade mit Sandsteingliederung, Hälfte des Gebäudes kriegszerstört, erbaut für die Velhagen & Klasings Anzeigen-Verwaltung (unter anderem »Daheim«-Expedition und Geographische Anstalt von Velhagen & Klasing), ortshistorisch und baugeschichtlich von Bedeutung | 09290264 |
|                                         | Mietshaus in ehemals geschlossener Bebauung in Ecklage | Josephinenstraße 10 (Karte) | um 1885 (Mietshaus)                                                                                   | ehemals mit Eckladen, zeittypische Putzfassade, baugeschichtlich von Bedeutung | 09262920 |
|                                         | Mietshaus in ehemals geschlossener Bebauung, mit Seitenflügel zum Hof | Josephinenstraße 13 (Karte) | vor 1880 (Mietshaus)                                                                                  | mit Tordurchfahrt, Putzfassade, Windfangtür, Stuckgliederung in der Tordurchfahrt, baugeschichtlich von Bedeutung | 09263381 |
|                                         | Mietshaus in geschlossener Bebauung | Josephinenstraße 14 (Karte) | um 1885 (Mietshaus)                                                                                   | mit Tordurchfahrt, mit Laden, Putzfassade, geätzte Treppenhausfenster, baugeschichtlich von Bedeutung | 09262926 |
|                                         | Mietshaus in geschlossener Bebauung | Josephinenstraße 16 (Karte) | um 1880 (Mietshaus)                                                                                   | mit Hausdurchgang, Putzfassade, Stichtonne im Hausdurchgang, baugeschichtlich von Bedeutung | 09262913 |
|                                         | Mietshaus in geschlossener Bebauung | Josephinenstraße 17 (Karte) | um 1890 (Mietshaus)                                                                                   | mit Tordurchfahrt, ehemals mit Laden, Putzfassade, Holzpaneele in der Tordurchfahrt, baugeschichtlich von Bedeutung | 09263383 |
|                                         | Mietshaus in geschlossener Bebauung | Josephinenstraße 19 (Karte) | um 1885 (Mietshaus)                                                                                   | ehemals mit Laden, historisierende Putzfassade, baugeschichtlich von Bedeutung | 09263384 |
|                                         | Mietshaus in geschlossener Bebauung | Josephinenstraße 23 (Karte) | 1886 (Mietshaus)                                                                                      | Putzfassade, bauhistorischer Wert | 09262912 |
|                                         | Mietshaus in geschlossener Bebauung | Josephinenstraße 25 (Karte) | um 1885 (Mietshaus)                                                                                   | Putzfassade, baugeschichtlich von Bedeutung | 09263385 |
|                                         | Mietshaus in geschlossener Bebauung | Josephinenstraße 27 (Karte) | um 1890 (Mietshaus)                                                                                   | Putzfassade mit Sandsteingliederung, baugeschichtlich von Bedeutung | 09263379 |
|                                         | Mietshaus in geschlossener Bebauung | Josephinenstraße 29 (Karte) | um 1885 (Mietshaus)                                                                                   | mit Tordurchfahrt, historisierende Putzfassade, baugeschichtlich von Bedeutung | 09262911 |
|                                         | Mietshaus in geschlossener Bebauung | Josephinenstraße 31 (Karte) | um 1885 (Mietshaus)                                                                                   | mit Tordurchfahrt, Putzfassade, Stichtonne und Lisenengliederung in der Tordurchfahrt, baugeschichtlich von Bedeutung | 09296922 |
|                                         | Mietshaus in geschlossener Bebauung | Josephinenstraße 33 (Karte) | um 1890 (Mietshaus)                                                                                   | mit Tordurchfahrt, Putzfassade, baugeschichtlich von Bedeutung | 09296921 |
|                                         | Mietshaus in geschlossener Bebauung | Josephinenstraße 35 (Karte) | 1880er Jahre (Mietshaus)                                                                              | Putzfassade, geätzte Treppenhausfenster, baugeschichtlich von Bedeutung | 09263380 |
|                                         | Mietshaus in geschlossener Bebauung | Josephinenstraße 37 (Karte) | um 1890 (Mietshaus)                                                                                   | mit Tordurchfahrt, Putzfassade, baugeschichtlich von Bedeutung | 09296920 |
|                                         | Mietshaus in geschlossener Bebauung | Judith-Auer-Straße 10 (Karte) | um 1885 (Mietshaus)                                                                                   | mit Tordurchfahrt, Putzfassade, baugeschichtlich von Bedeutung | 09290997 |
|                                         | Mietshaus in geschlossener Bebauung | Judith-Auer-Straße 12 (Karte) | um 1885 (Mietshaus)                                                                                   | mit Tordurchfahrt, Putzfassade mit reicher Stuckgliederung, baugeschichtlich von Bedeutung | 09290996 |
|                                         | Mietshaus in geschlossener Bebauung | Judith-Auer-Straße 14 (Karte) | um 1890 (Mietshaus)                                                                                   | mit Tordurchfahrt, Klinkerfassade, baugeschichtlich von Bedeutung | 09290993 |
| Direkt Bild zu diesem Denkmal hochladen | Mietshaus in ehemals geschlossener Bebauung in Ecklage | Judith-Auer-Straße 16 (Karte) | 1889 (Miethaus)                                                                                       | zeittypische Putzfassade, baugeschichtlich von Bedeutung Karl Franz Busse, seines Zeichens Maurermeister in Zuckelhausen, führte das Eckwohnhaus 1889 als Finanzier und bauleitend selbst aus. In jeder Etage entstanden vier Mietwohnungen mit außerhalb liegenden Toiletten; das Waschhaus stand hofseitig als Anbau. Von Januar 1961 datiert der Antrag für den Einbau einer Kinderkrippe im Erdgeschoss, für „rund 30 Kleinkinder“. Zustand und Gebäudeunterhaltung in den Arbeiterwohnquartieren in unmittelbarer Nähe der Leninstraße (heute Prager Straße) ließ zu DDR-Zeiten sehr zu wünschen übrig und führte in den 1980er Jahren zu Flächenabrissen. Einige Häuser in der Judith-Auer-Straße und Krugstraße blieben erhalten, konnten nach 1990 saniert werden, Nr. 16 im Jahr 1996. Viergeschossig mit ausgebautem Dachgeschoss und insgesamt sechzehn Fensterachsen zählend zeigt sich das solcherart straßenraumprägende Eckgebäude mit Putzfassade, stark vereinfachten Gliederungen, reduzierter Traufe und mit roten Ziegeln gedeckter Mansardzone; der Sockel ist heute verputzt, der ehemalige Eckladen nur mehr zu erahnen. Im Detail ist die andeutungsweise auf das originale straßenseitige Erscheinungsbild von 1889 eingehende Fassadensanierung aus denkmalpflegerischer Sicht unbefriedigend, die quasi aufgeklebten Fensterverdachungen aus Stuck fallen von der Fassade. Streichung 2019. LfD/2018, 2019 | 09290962 |
| Direkt Bild zu diesem Denkmal hochladen | Denkmal für Luise Carl | Karl-Siegismund-Straße (Karte) | 1824 (Denkmal)                                                                                        | Sandsteinmonument für die Wohltäterin Caroline Luise D. Carl geb. Kuestner (1762–1815), geschichtlich von Bedeutung | 09263457 |
| Weitere Bilder                          | Schule und Wohnhaus | Karl-Siegismund-Straße 2 (Karte) | 1915 (Schule)                                                                                         | Schule und Wohnhaus, mit Vorgarten und rückwärtigem Schulhof; markante Putzfassade, Reformstil-Architektur, eindrucksvoller Schulbau mit Geschichts- und Erinnerungswert, bauhistorisch, ortsgeschichtlich und städtebaulich von Bedeutung, der Schulhof liegt teilweise in der Sachgesamtheit Neuer Johannisfriedhof/Friedenspark (siehe auch Liebigstraße 28, Objekt-ID: 09295761 und Objekt-ID: 09295762) | 09291850 |
| Direkt Bild zu diesem Denkmal hochladen | Handschwengelpumpe mit Brunnenschacht und Abdeckplatte | Kippenbergstraße (Karte) | 1907 (Handschwengelpumpe)                                                                             | ortsgeschichtlich von Bedeutung | 09263864 |
|                                         | Mietshaus in geschlossener Bebauung | Kippenbergstraße 2 (Karte) | um 1900 (Mietshaus)                                                                                   | Klinkerfassade, Stuckgliederung im Eingangsbereich, geätzte Treppenhausfenster, baugeschichtlich von Bedeutung | 09263863 |
|                                         | Mietshaus in halboffener Bebauung | Kippenbergstraße 3 (Karte) | um 1900 (Mietshaus)                                                                                   | Klinkerfassade, Stuck im Eingangsbereich, Treppenhausfenster mit geätzter Verglasung, eiserne Maueranker, baugeschichtlich von Bedeutung | 09263862 |
|                                         | Mietshaus in geschlossener Bebauung | Kippenbergstraße 4 (Karte) | 1894 (Mietshaus)                                                                                      | mit Tordurchfahrt und zwei Läden, Klinkerfassade, geätzte Treppenhausfenster, Malereireste und Stuck in der Tordurchfahrt, baugeschichtlich von Bedeutung | 09294314 |
| Direkt Bild zu diesem Denkmal hochladen | Mietshaus in geschlossener Bebauung (bauliche Einheit mit Nr. 7) | Kippenbergstraße 5 (Karte) | 1894 (Mietshaus)                                                                                      | historisierende Putzfassade, baugeschichtlich von Bedeutung | 09294315 |
|                                         | Mietshaus in geschlossener Bebauung | Kippenbergstraße 6 (Karte) | 1889–1890 (Mietshaus)                                                                                 | Klinkerfassade, Wand- und Deckenstuck im Eingangsbereich, geätzte Treppenhausfenster, baugeschichtlich von Bedeutung | 09294316 |
| Direkt Bild zu diesem Denkmal hochladen | Mietshaus in geschlossener Bebauung in Ecklage (bauliche Einheit mit Nr. 5) | Kippenbergstraße 7 (Karte) | 1894 (Mietshaus)                                                                                      | ehemals mit Eckladen, Putzfassade, baugeschichtlich von Bedeutung | 09294317 |
|                                         | Mietshaus in halboffener Bebauung in Ecklage | Kippenbergstraße 8 (Karte) | 1897 (Mietshaus)                                                                                      | ehemals mit Laden, Klinkerfassade, baugeschichtlich von Bedeutung | 09294318 |
|                                         | Mietshaus in geschlossener Bebauung in Ecklage | Kippenbergstraße 8a (Karte) | 1904 (Mietshaus)                                                                                      | mit Läden, Putzfassade mit Erkern, Stuck im Eingangsbereich, baugeschichtlich von Bedeutung | 09294319 |
|                                         | Mietshaus in geschlossener Bebauung | Kippenbergstraße 10 (Karte) | 1904 (Mietshaus)                                                                                      | mit Laden, Klinkerfassade, Treppenhausfenster mit Resten farbiger Bleiverglasung, Stuck im Eingangsbereich, baugeschichtlich von Bedeutung | 09294320 |
|                                         | Mietshaus in ehemals geschlossener Bebauung | Kippenbergstraße 11 (Karte) | 1897 (Mietshaus)                                                                                      | Klinkerfassade mit Sandsteingliederung, straßenbildprägender Gründerzeitbau im Mietshausquartier mit gut gegliedertem Fassadenaufbau, wissenschaftlich-dokumentarischer Wert | 09294321 |
|                                         | Mietshaus in geschlossener Bebauung | Kippenbergstraße 12 (Karte) | um 1900 (Mietshaus)                                                                                   | mit Laden, Klinkerfassade, Stuck im Eingangsbereich, bleiverglaste Treppenhausfenster, baugeschichtlich von Bedeutung | 09296915 |
|                                         | Mietshaus in geschlossener Bebauung in Ecklage | Kippenbergstraße 13 (Karte) | 1897–1898 (Mietshaus)                                                                                 | Klinkerfassade, Stuck und Fußbodenkacheln im Eingangsbereich, baugeschichtlich von Bedeutung | 09294322 |
|                                         | Mietshaus in geschlossener Bebauung | Kippenbergstraße 14 (Karte) | 1904 (Mietshaus)                                                                                      | Putzfassade, Stuck im Eingangsbereich, bleiverglaste Treppenhausfenster, eiserne Balkone, baugeschichtlich von Bedeutung | 09294323 |
|                                         | Mietshaus in geschlossener Bebauung in Ecklage, mit Vorgarten an der Wittstockstraße | Kippenbergstraße 15 (Karte) | 1903 (Mietshaus)                                                                                      | mit Laden (ehemaliges Kaffeehaus), Putzfassade mit reicher Gliederung, Eckbalkons, Treppenhausfenster mit Resten farbiger Bleiverglasung, Stuck im Eingangsbereich, baugeschichtlich von Bedeutung | 09294324 |
|                                         | Mietshaus in geschlossener Bebauung | Kippenbergstraße 17 (Karte) | 1903 (Mietshaus)                                                                                      | Putzfassade, Deckenstuck im Eingangsbereich, baugeschichtlich von Bedeutung | 09294325 |
|                                         | Mietshaus in halboffener Bebauung | Kippenbergstraße 19 (Karte) | 1903 (Mietshaus)                                                                                      | Klinkerfassade, Holzpaneele und Stuck im Eingangsbereich, baugeschichtlich von Bedeutung | 09294326 |
|                                         | Mietshaus in geschlossener Bebauung in Ecklage | Kippenbergstraße 20 (Karte) | 1903 (Mietshaus)                                                                                      | mit Läden, Putzfassade mit Sandsteingliederung, mit Eckerker, bleiverglaste Treppenhausfenster, baugeschichtlich von Bedeutung | 09294327 |
|                                         | Doppelmietshaus (mit Nr. 23) in halboffener Bebauung | Kippenbergstraße 21 (Karte) | 1903 (Mietshaus)                                                                                      | Putzfassade, Windfangtür, Wand- und Deckenstuck im Eingangsbereich, baugeschichtlich von Bedeutung | 09294328 |
|                                         | Mietshaus in geschlossener Bebauung | Kippenbergstraße 22 (Karte) | 1903 (Mietshaus)                                                                                      | mit Laden, Klinkerfassade, Holzpaneele im Eingangsbereich, Ladenfront original, baugeschichtlich von Bedeutung | 09294329 |
|                                         | Doppelmietshaus (mit Nr. 21) in halboffener Bebauung | Kippenbergstraße 23 (Karte) | 1903 (Mietshaus)                                                                                      | Putzfassade, Windfangtür, Wand- und Deckenstuck im Eingangsbereich, baugeschichtlich von Bedeutung | 09294330 |
|                                         | Mietshaus in geschlossener Bebauung | Kippenbergstraße 24 (Karte) | 1903 (Mietshaus)                                                                                      | mit Tordurchfahrt, Putzfassade, Treppenhausfenster mit Resten farbiger Bleiverglasung, Stuck und Holzpaneele in der Tordurchfahrt, baugeschichtlich von Bedeutung | 09294331 |
| Direkt Bild zu diesem Denkmal hochladen | Mietshaus in geschlossener Bebauung (bauliche Einheit mit Nr. 28) | Kippenbergstraße 26 (Karte) | 1902 (Mietshaus)                                                                                      | Klinkerfassade, Trepphausfenster mit Resten farbiger Bleiverglasung, Stuck im Eingangsbereich, baugeschichtlich von Bedeutung | 09294333 |
|                                         | Mietshaus in geschlossener Bebauung (bauliche Einheit mit Nr. 29) | Kippenbergstraße 27 (Karte) | 1900 (Mietshaus)                                                                                      | Klinkerfassade, Wandverkleidung und Stuck im Eingangsbereich, baugeschichtlich von Bedeutung | 09294334 |
|                                         | Mietshaus in geschlossener Bebauung in Ecklage (bauliche Einheit mit Nr. 26) | Kippenbergstraße 28 (Karte) | 1902 (Mietshaus)                                                                                      | mit Eckladen, Klinkerfassade, Stuck und Ausmalung im Eingangsbereich, Reste bleiverglaster Treppenhausfenster, baugeschichtlich von Bedeutung | 09294335 |
|                                         | Mietshaus in geschlossener Bebauung (bauliche Einheit mit Nr. 27) | Kippenbergstraße 29 (Karte) | 1900 (Mietshaus)                                                                                      | Klinkerfassade mit Erker, geätzte Treppenhausfenster, Wand- und Deckenstuck im Eingangsbereich, baugeschichtlich von Bedeutung | 09294336 |
|                                         | Mietshaus in geschlossener Bebauung sowie Hofpflasterung | Kippenbergstraße 31 (Karte) | 1902–1903 (Mietshaus)                                                                                 | mit Tordurchfahrt, Putzfassade mit Kastenerker, Windfangtür, Treppenhausfenster mit Resten farbiger Bleiverglasung, baugeschichtlich von Bedeutung | 09294337 |
|                                         | Mietshaus in geschlossener Bebauung | Kippenbergstraße 32 (Karte) | 1902 (Mietshaus)                                                                                      | Klinkerfassade, Treppenhausfenster mit Resten von Bleiverglasung, Stuckdecken in den Wohnungen, baugeschichtlich von Bedeutung | 09294338 |
|                                         | Mietshaus in halboffener Bebauung | Kippenbergstraße 33 (Karte) | 1906 (Mietshaus)                                                                                      | Putzfassade, Windfangtür, Stuck und Holzverkleidung im Eingangsbereich, baugeschichtlich von Bedeutung | 09294339 |
| Direkt Bild zu diesem Denkmal hochladen | Aufgang (mit Geländer) zur Rampe der Riebeckbrücke | Köbisstraße (Karte) | um 1900 (Weg)                                                                                         | verkehrsgeschichtlich von Bedeutung (siehe auch Riebeckstraße, Objekt 09291833) | 09294266 |
|                                         | Mietshaus in geschlossener Bebauung in Ecklage | Köbisstraße 1 (Karte) | um 1895 (Mietshaus)                                                                                   | ehemals mit Eckladen, vereinfachte Putzfassade, baugeschichtlich von Bedeutung | 09299074 |
|                                         | Mietshaus in geschlossener Bebauung | Köbisstraße 2 (Karte) | 1896 (Mietshaus)                                                                                      | mit Tordurchfahrt, Klinkerfassade, Stuck in der Tordurchfahrt, baugeschichtlich von Bedeutung | 09293691 |
|                                         | Mietshaus in geschlossener Bebauung in Ecklage | Köbisstraße 3 (Karte) | nach 1900 (Mietshaus)                                                                                 | mit Eckladen (ehemals Gaststätte), Putzfassade mit Sandsteingliederung, baugeschichtlich von Bedeutung | 09293692 |
|                                         | Mietshaus in ehemals geschlossener Bebauung in Ecklage | Köbisstraße 4 (Karte) | 1887 (Mietshaus)                                                                                      | mit Eckladen, Putzfassade mit Eckerker, Windfangtür, geätzte Treppenhausfenster, baugeschichtlich von Bedeutung | 09293693 |
|                                         | Mietshaus in geschlossener Bebauung (bauliche Einheit mit Nr. 6) | Köbisstraße 5 (Karte) | um 1900 (Mietshaus)                                                                                   | Putzfassade mit Sandsteingliederung, baugeschichtlich von Bedeutung | 09293694 |
|                                         | Mietshaus in geschlossener Bebauung (bauliche Einheit mit Nr. 5) | Köbisstraße 6 (Karte) | um 1900 (Mietshaus)                                                                                   | Putzfassade mit Sandsteingliederung, baugeschichtlich von Bedeutung | 09293077 |
|                                         | Mietshaus in geschlossener Bebauung in Ecklage | Köbisstraße 7 (Karte) | 1890 (Mietshaus)                                                                                      | mit Eckladen, Klinkerfassade, Stuck und Holzpaneele im Eingangsbereich, baugeschichtlich von Bedeutung | 09293695 |
|                                         | Mietshaus in geschlossener Bebauung in Ecklage | Köbisstraße 8 (Karte) | 1904–1905 (Mietshaus)                                                                                 | mit Eckladen, Putzfassade mit Erkern und Balkons, Stuck im Eingangsbereich, farbige Treppenhausfenster, baugeschichtlich von Bedeutung | 09293696 |
|                                         | Mietshaus in geschlossener Bebauung | Köbisstraße 9 (Karte) | 1904 (Mietshaus)                                                                                      | Putzfassade mit zwei Erkern und Balkons, Stuck, Stuckmarmor und Terrazzo im Eingangsbereich, Schablonenmalerei im Treppenhaus, Balkone teilweise mit farbiger Verglasung, baugeschichtlich von Bedeutung | 09293697 |
|                                         | Mietshaus in geschlossener Bebauung | Köbisstraße 10 (Karte) | 1904 (Mietshaus)                                                                                      | Klinkerfassade mit zwei Erkern, Stuck und Holzverkleidung im Eingangsbereich, baugeschichtlich von Bedeutung | 09293698 |
| Direkt Bild zu diesem Denkmal hochladen | Mietshaus in geschlossener Bebauung in Ecklage (bauliche Einheit mit Nr. 4) | Kregelstraße 2 (Karte) | um 1910 (Mietshaus)                                                                                   | mit Laden, Putzfassade mit Erkern, Stuck und Terrazzo im Eingangsbereich, Reformstil-Architektur, Teil der Mietshauszeile Prager Straße 119–153, baugeschichtlich von Bedeutung | 09263386 |
| Direkt Bild zu diesem Denkmal hochladen | Mietshaus in halboffener Bebauung (bauliche Einheit mit Nr. 2), mit seitlicher Einfriedung und Hofpflasterung | Kregelstraße 4 (Karte) | bezeichnet 1911 (Mietshaus)                                                                           | Putzfassade mit Erker, Terrazzo und Stuckmarmor im Eingangsbereich, seitlich Fachwerk-Veranden, Reformstil-Architektur, Teil der Mietshauszeile Prager Straße 119–153, baugeschichtlich von Bedeutung | 09263387 |
| Direkt Bild zu diesem Denkmal hochladen | Mehrfamilienhäuser einer Wohnanlage, mit Vorgärten, Toreinfahrt (bei Nr. 9) und Hofgestaltung | Kregelstraße 9; 11; 13; 23; 25; 27; 29; 31; 33; 35; 37; 39; 41 (Karte) | 1928 (Mehrfamilienwohnhaus)                                                                           | erbaut als Unterkunftshäuser für Obdachlose, siehe auch Dauthestraße 7–13, Putzfassaden im traditionalistischen Stil, baugeschichtlich und sozialgeschichtlich von Bedeutung | 09263787 |
|                                         | Mietshaus in geschlossener Bebauung | Kröbelstraße 11 (Karte) | um 1890 (Mietshaus)                                                                                   | mit Tordurchfahrt, ehemals mit Laden, historisierende Putzfassade, ortsteilgeschichtlich von Interesse | 09263388 |
|                                         | Teil eines Doppelmietshauses (mit Riebeckstraße 32) in geschlossener Bebauung in Ecklage | Kröbelstraße 14 (Karte) | 1895 (Teil eines Doppelmietshauses)                                                                   | interessant überformte Putzfassade, baugeschichtlich von Bedeutung | 09263389 |
|                                         | Mietshaus in ehemals geschlossener Bebauung | Krugstraße 4 (Karte) | 1889 (Mietshaus)                                                                                      | historistische Putzfassade, baugeschichtlich und ortsteilgeschichtlich von Bedeutung, maßstabgebendes Wohngebäude im geschlossenen Ensemble Als Bauunternehmer werden Eduard Hermann Otto und Karl Wilhelm Friedrich genannt, die 1889 den Architekten Armand Schule mit dem Projekt eines Wohngebäudes (und eines heute nicht mehr vorhandenen Waschhauses) beauftragten. Das Projekt wurde in nur sechs Monaten umgesetzt. Zwei Wohnungen in jeder Etage mit jeweils zwei straßenseitig gelegenen Stuben befinden sich hinter der verputzten, historistischen Fassade sowie im Mansardgeschoss. Bereits im Dezember 1991 erfolgte die Sanierung und Modernisierung des Gebäudes in Abstimmung mit dem Amt für Stadtsanierung, gerettet wurde ein Mietshausquartier liegendes, maßstabvorgebendes Gebäude auf der Flur Thonberg. Über dem Erdgeschoss ein mehrfach profiliertes Stockgesims und im dritten Obergeschoss ein durchgezogenes Sohlbankgesims als prägende Elemente der Fassade, das Dachgeschoss mit Gauben. Die Fassade wurde bei der letzten Sanierung leicht geglättet, erhalten blieb unter anderem die originale Haustür. Baugeschichtlich und ortsteilgeschichtlich von Bedeutung, maßstabgebendes Wohngebäude im geschlossenen Ensemble. LfD/2012, 2018 | 09290937 |
|                                         | Mietshaus in ehemals geschlossener Bebauung in Ecklage | Krugstraße 6 (Karte) | um 1885 (Mietshaus)                                                                                   | ehemals mit Eckladen, Putzfassade, baugeschichtlich von Bedeutung | 09290947 |
|                                         | Mietshaus in geschlossener Bebauung konzipiert | Kurt-Günther-Straße 1 (Karte) | um 1910 (Mietshaus)                                                                                   | Putzfassade mit Erkern und Balkons, Stuck und Stuckreliefs im Eingangsbereich, Treppenhauslampen original, im Reformstil, baugeschichtlich von Bedeutung | 09263390 |
|                                         | Mietshaus in geschlossener Bebauung in Ecklage | Kurt-Günther-Straße 2 (Karte) | um 1910 (Mietshaus)                                                                                   | mit Eckladen, Putzfassade mit Erkern, Marmortreppe, Stuckfiguren und Wandkacheln im Eingangsbereich, im Reformstil, baugeschichtlich von Bedeutung | 09263391 |
|                                         | Mietshaus in geschlossener Bebauung | Kurt-Günther-Straße 4 (Karte) | um 1910 (Mietshaus)                                                                                   | Putzfassade mit zwei Erkern, Stuck und Terrazzo-Mosaik im Eingangsbereich, Marmortreppe, baugeschichtlich von Bedeutung | 09263392 |
| Direkt Bild zu diesem Denkmal hochladen | Schulgebäude (Anschrift: Kurt-Günther-Straße 5 und Lipsiusstraße 10), mit Einfriedung und Schulhof | Kurt-Günther-Straße 5 (Karte) | um 1900 (Schule)                                                                                      | bildet Ensemble mit Schule Möbiusstraße 8, baugeschichtlich und ortsgeschichtlich von Bedeutung | 09262931 |
| Direkt Bild zu diesem Denkmal hochladen | Schulgebäude (Anschrift: Möbiusstraße 8 und Kurt-Günther-Straße 5a), mit Vorgarten und Einfriedung sowie Schulhof | Kurt-Günther-Straße 5a (Karte) | 1910 (Gymnasium)                                                                                      | Putzfassade, Stuck im Eingangsbereich, siehe auch Schulgebäude Kurt-Günther-Straße 5/Lipsiusstraße 10, im Stil der Leipziger Neorenaissance (in Anlehnung an den abgebrochenen Burgkeller-Giebel in der Innenstadt), baugeschichtlich und ortsgeschichtlich von Bedeutung | 09263417 |
|                                         | Doppelmietshaus (Anschrift: Kurt-Günther-Straße 7 und Möbiusstraße 15) einer Wohnanlage | Kurt-Günther-Straße 7 (Karte) | 1926–1927 (Mehrfamilienwohnhaus)                                                                      | Putzfassade mit Klinkergliederung, Steinmosaik und Lampen im Hausflur original, Malerei im Eingangsbereich, Anklänge an den Art-Déco-Stil, baugeschichtlich von Bedeutung | 09263393 |
|                                         | Mietshäuser einer Wohnanlage | Kurt-Günther-Straße 8; 10; 12; 14; 16; 18; 20; 22; 24; 26; 28; 30 (Karte) | 1928–1930 (Mehrfamilienwohnhaus)                                                                      | Mietshäuser einer Wohnanlage mit Grünbereichen; Putzfassade mit Klinkergliederung, im Stil der 1920er Jahre, baugeschichtlich von Bedeutung | 09262904 |
|                                         | Mietshaus | Kurt-Günther-Straße 9 (Karte) | um 1910 (Mietshaus)                                                                                   | Mietshaus in geschlossener Bebauung; Putzfassade mit zwei Erkern und Balkons, Treppenhausfenster mit Resten farbiger Verglasung, Stuck und Stuckmarmor im Eingangsbereich, Reformstil-Architektur, baugeschichtlich von Bedeutung | 09263394 |
| Weitere Bilder                          | Doppelmietshaus | Kurt-Günther-Straße 11; 13 (Karte) | 1928 (Mehrfamilienwohnhaus)                                                                           | Doppelmietshaus einer Wohnanlage; Putzfassade mit Putzlisenen und Klinkergliederung, Bauplastik am Eingang, Anklänge an den Art-Déco-Stil, baugeschichtlich von Bedeutung | 09263395 |
|                                         | Doppelmietshaus | Kurt-Günther-Straße 15; 17 (Karte) | 1919–1920 (Doppelmietshaus)                                                                           | Doppelmietshaus in geschlossener Bebauung; Putzfassade, Treppenhausausmalung, Treppenhausfenster mit Resten farbiger Verglasung, Terrazzo mit Mosaik im Eingangsbereich, Reformstil-Architektur, baugeschichtlich von Bedeutung | 09263396 |